# Houston
Houston – największe miasto stanu Teksas i jednocześnie czwarte pod względem wielkości miasto w Stanach Zjednoczonych, za sprawą populacji liczącej 2,3 mln (2020), rozlokowanych na obszarze 1700 km². Houston stanowi siedzibę hrabstwa Harris i centrum gospodarcze Houston–Sugar Land–The Woodlands, czyli piątego pod względem wielkości obszaru metropolitalnego w Stanach Zjednoczonych, zamieszkiwanego w sumie przez 7,2 miliona osób.
Houston powstało w 1836 na ziemiach znajdujących się nieopodal brzegów zalewiska Buffalo Bayou. 5 czerwca 1837 uzyskało prawa miejskie, a także swoją obecną nazwę, zaczerpniętą od nazwiska ówczesnego prezydenta Republiki Teksasu, generała Sama Houstona. Rozrastający się port oraz przemysł kolejowy, a także odkrycie ropy naftowej w 1901 skutkowało ciągłymi wzrostami populacji miasta. W połowie XX wieku w Houston wybudowano Texas Medical Center – największą na świecie koncentrację obiektów związanych z ochroną zdrowia i instytutów badawczych – oraz NASA Johnson Space Center, gdzie znajduje się Centrum Kontroli Misji Kosmicznych.
Charakteryzowane jako miasto globalne, Houston i jego gospodarka posiada szeroką bazę przemysłową w sektorze energii, produkcji, aeronautyki oraz transportu. Miasto odgrywa również wiodącą rolę w dziedzinie opieki zdrowotnej, a także budowie sprzętu wiertniczego i wydobywczego. Houston ustępuje jedynie Nowemu Jorkowi pod względem liczby siedzib głównych korporacji z listy Fortune 500, które znajdują się w mieście. Port of Houston jest wiodącym portem amerykańskim w dziedzinie transportu międzynarodowego tonażu wodnego, zajmując jednocześnie drugie miejsce w Stanach Zjednoczonych ze względu na całość obsługiwanego tonażu. Mieszkańcy Houston reprezentują różne grupy etniczne i religijne, jako że w samym mieście istnieje duża społeczność międzynarodowa. Kulturalne instytucje Houston przyciągają do specjalnej dzielnicy muzeów ponad 7 milionów turystów rocznie. Z kolei dystrykt teatralny miasta charakteryzuje się rozwiniętą sceną artystyczną, działającą przez cały rok.

## Historia

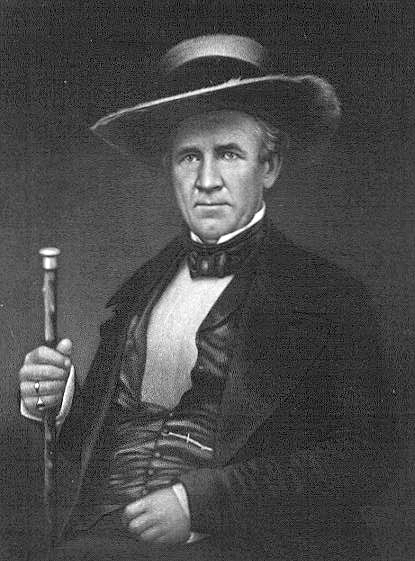
Sam Houston, któremu miasto zawdzięcza swoją nazwę

W sierpniu 1836 dwóch nowojorskich przedsiębiorców działających na rynku nieruchomości – Augustus Chapman Allen i John Kirby Allen – wykupiło 6642 akrów (26,88 km²) ziemi wzdłuż zalewiska Buffalo Bayou, z zamiarem założenia nowego miasta. Bracia Allen zdecydowali, że nazwą je na cześć Sama Houstona, dowódcy w bitwie pod San Jacinto, który w 1836 objął stanowisko Prezydenta Teksasu.
5 czerwca 1837 Houston otrzymało prawa miejskie, a na jego czele stanął wówczas James S. Holman. W tym samym roku Houston zostało siedzibą hrabstwa Harrisburg (obecnie Harris), a także tymczasową stolicą Republiki Teksasu. W 1840 lokalna społeczność powołała do życia izbę handlową, by promować żeglugę i transport wodny nowo otwartego portu, zbudowanego na Buffalo Bayou.

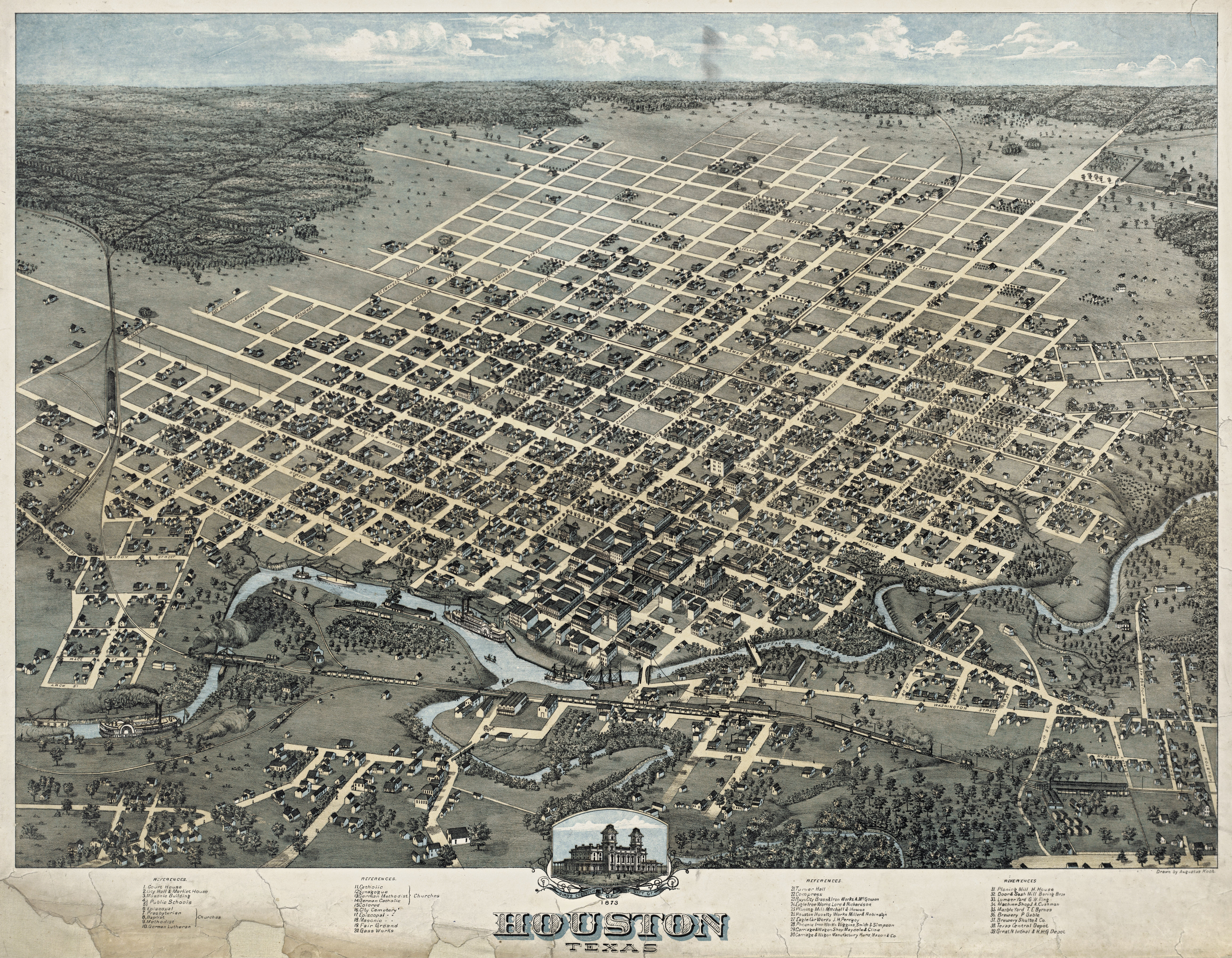
lHouston około 1873 r.

Do 1860 r. Houston zyskało status komercyjnego i kolejowego węzła eksportu bawełny. Lokalna sieć kolejowa łączyła miasto z portami w Galveston i Beaumont. Podczas wojny secesyjnej Houston pełniło rolę siedziby generała Johna Bankheada Magrudera, który wykorzystywał miasto jako punkt organizacji w trakcie wojny pod Galveston. Po zakończeniu wojny secesyjnej lokalni przedsiębiorcy podejmowali wysiłki, by poszerzyć rozległy system miejskich zlewisk w celu rozwoju transportu wodnego. W 1890 Houston zostało kolejowym centrum Teksasu.
W 1900 roku po tym, jak w Galveston uderzył niszczycielski huragan, działania mające na celu przekształcenie portu w Houston zostały przyspieszone. Dokonane rok później odkrycie ropy naftowej na polu Spindletop zapoczątkowało rozwój przemysłu naftowego w Teksasie. W 1902 prezydent Theodore Roosevelt zatwierdził wart miliard dolarów projekt przebudowy Houston Ship Channel. Dzięki temu w 1910 populacja miasta przekroczyła 78 tysięcy mieszkańców, czyli podwoiła się w stosunku do wcześniejszej dekady. Integralną częścią Houston byli Afroamerykanie, stanowiący niemalże 1/3 populacji (24 tysiące osób).

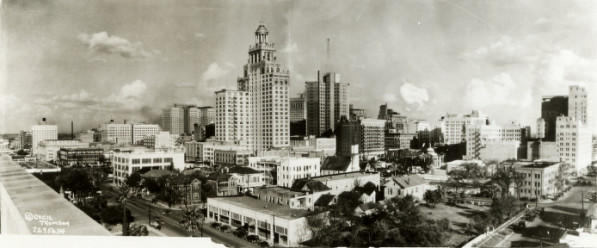
Centrum Houston w 1927 r.

Prezydent Woodrow Wilson dokonał otwarcia położonego na głębokiej wodzie Port of Houston w 1914 r., siedem lat po rozpoczęciu prac rozbudowujących. W 1930 r. Houston było już najbardziej zaludnionym miastem stanu Teksas.
Wraz z wybuchem II wojny światowej spadł poziom obsługiwanego w porcie tonażu, zaś transport morski został zawieszony; jednak, z drugiej strony, wojna przyniosła miastu pewne korzyści gospodarcze. Ze względu na duży popyt na ropę naftową i syntetyczne produkty gumowe w Houston powstawały kolejne rafinerie petrochemiczne i zakłady produkcyjne. Ellington Field, wybudowane podczas I wojny światowej, zostało przebudowane na zaawansowane centrum treningowe dla pilotów bombowców i nawigatorów. W 1945, z inicjatywy M.D. Anderson Foundation, otwarte zostało Texas Medical Center. Po zakończeniu II wojny światowej gospodarka Houston opierała się przede wszystkim na działalności portowej. W 1948 r. do granic administracyjnych miasta włączono kilka dotychczas obszarów niemunicypalnych, dzięki czemu powierzchnia Houston zwiększyła się ponad dwukrotnie.
W 1950 r. powszechny dostęp do klimatyzacji w Houston stanowił bodziec dla wielu firm do przeniesienia swoich siedzib do miasta, skutkując ożywieniem gospodarczym i jednocześnie kluczową zmianą w strukturze jego gospodarki, która od tej pory zaczęła kierować się w stronę sektora energetycznego.

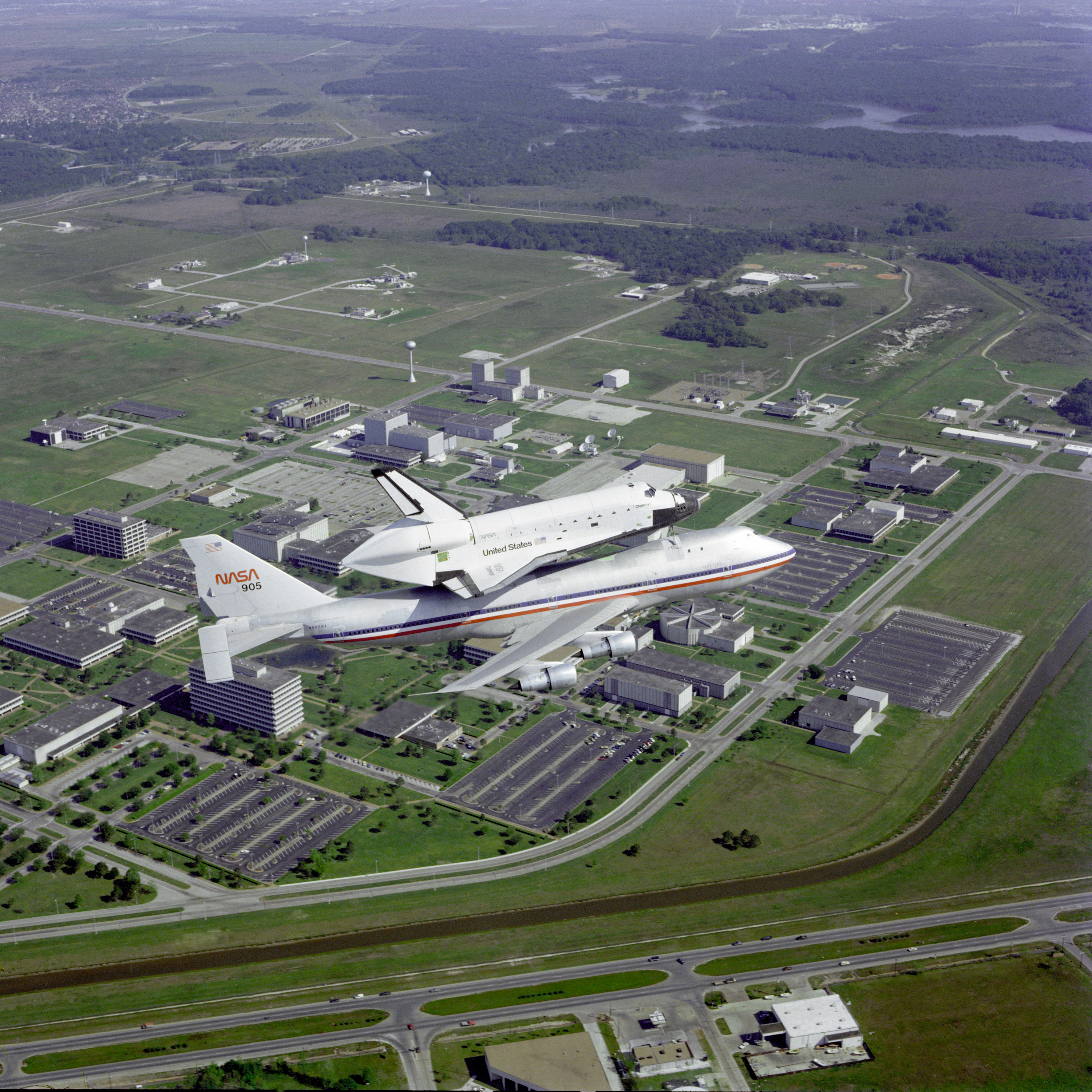
Prom kosmiczny, z transportującym go Boeingiem 747 SCA, wznoszący się ponad Johnson Space Center

Wzrost produkcji lokalnego przemysłu stoczniowego podczas II wojny światowej był bodźcem do wzrostu gospodarczego Houston, podobnie jak ustanowienie w mieście w 1961 bazy NASA Johnson Space Center, co z kolei pociągnęło za sobą narodziny przemysłu aeronautycznego. W 1965 do użytku został oddany pierwszy kryty stadion sportowy na świecie, Astrodome, określany wówczas mianem „ósmego cudu świata”.
Pod koniec lat 70. Houston zanotowało gwałtowny wzrost populacji, jako że do Teksasu zaczęła migrować ludność z tzw. pasa rdzy. Nowych mieszkańców na te obszary przyciągała możliwość znalezienia pracy w przemyśle petrochemicznym, przeżywającym boom w wyniku arabskiego embarga na ropę naftową.
Napływ ludności do miasta zakończył się w połowie lat 80., gdy ceny ropy ponownie zaczęły spadać. W 1986 r. z problemami borykał się również przemysł kosmiczny po tym, jak prom Challenger rozpadł się chwilę po starcie. Recesja z końca lat 80. odcisnęła silne piętno na gospodarce miasta.
Od tego czasu władze Houston zaczęły podejmować działania mające na celu dywersyfikację miejskiej gospodarki, skupiając się na rozwoju aeronautyki i sektora opieki zdrowia/biotechnologii, przy jednoczesnej redukcji uzależnienia od przemysłu petrochemicznego. W 1997 r. burmistrzem Houston został wybrany Lee P. Brown, pierwszy Afroamerykanin na tym stanowisku w historii miasta.
W czerwcu 2001 sztorm tropikalny Allison sprowadził w niektóre części Houston ponad 1000 mm opadów deszczu, skutkując najtragiczniejszą powodzią w historii miasta; sztorm spowodował straty w wysokości miliardów dolarów, a także śmierć 20 osób w stanie Teksas. W grudniu tego samego roku wywodząca się z Houston spółka energetyczna Enron doświadczyła trzeciego pod względem wielkości bankructwa w historii amerykańskiej. Doszło do tego po ogłoszeniu wyników śledztwa, które wykazały szereg sfabrykowanych partnerstw finansowych, które miały być wykorzystywane do zatajenia długów i zawyżania zysków firmy.
W sierpniu 2005 Houston stało się schronieniem dla ponad 150 tysięcy ludzi z Nowego Orleanu, którzy ewakuowali się z miasta w ucieczce przed huraganem Katrina. Miesiąc później ewakuacji poddano natomiast obszar Houston zamieszkiwany przez około 2,5 miliona osób, gdy do wybrzeży miasta zaczął docierać huragan Rita. Ostatecznie huragan wyrządził niewielkie szkody w tym regionie, jednak sama akcja była największą miejską ewakuacją w historii Stanów Zjednoczonych.

## Geografia

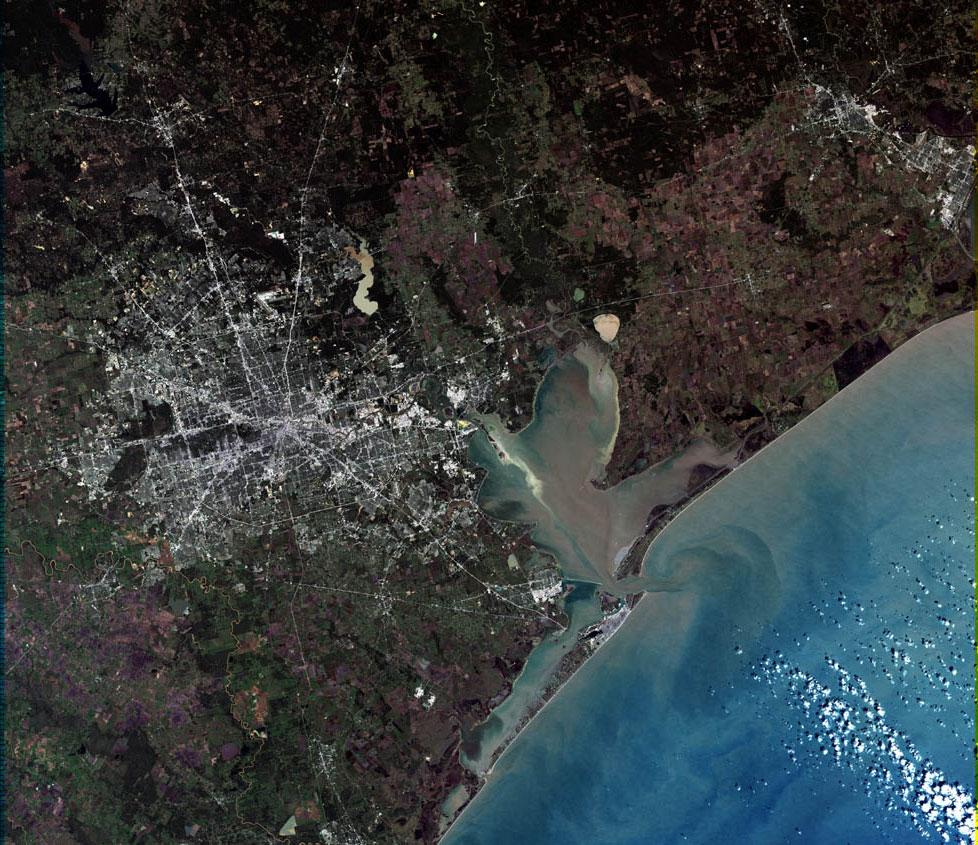
Houston widziane z góry (kolory symulowane)

Według US Census Bureau, miasto zajmuje powierzchnię 1700 km², z czego 1642 km² to grunty, zaś 58 km² to wody. Większość obszaru Houston leży na równinie przybrzeżnej, której roślinność klasyfikowana jest przede wszystkim jako umiarkowane łąki i lasy. Duża część miasta została wybudowana na pierwotnie zalesionych ziemiach, bagnach lub preriach, które wciąż występują w otaczających Houston przestrzeniach. Płaskość terenu, w połączeniu z procesami urbanizacji sprawiła, że nawracającym problemem miasta są powodzie. Centrum Houston znajduje się na wysokości 15 metrów ponad poziomem morza, podczas gdy najwyżej położony punkt w mieście, w jego odległej, północno-zachodniej sekcji, leży ok. 38 metrów ponad poziomem morza.
W przeszłości miasto wykorzystywało podziemne zasoby wodne, jednakże procesy subsydencji zmusiły władze do zwrócenia się w stronę naziemnych źródeł, takich jak jeziora Houston, Conroe oraz Lake Livingston. Houston posiada prawa do wydobywania 1,2 miliarda galonów wód powierzchniowych dziennie, a także 150 milionów galonów wód podziemnych dziennie.
Przez miasto przebiegają cztery duże zalewiska: Buffalo Bayou (przez centrum, do Houston Ship Channel); White Oak Bayou (od dzielnicy Houston Heights, do centrum); Braes Bayou (wzdłuż Texas Medical Center); Sims Bayou (przez południowe dzielnice miasta, a następnie centrum).

### Geologia
Struktura podłoża Houston obejmuje nieskonsolidowane iły, łupki ilaste oraz słabo utwierdzone piaski, mające kilka kilometrów głębokości. Geologia regionu bazuje na osadach rzecznych, uformowanych w wyniku procesów erozyjnych w Górach Skalistych. Osady, złożone głównie z piasków i iły, odkładały się na rozkładającej się organicznej materii morskiej, by z czasem przekształcić się w ropę naftową i gaz ziemny. Poniżej znajduje się warstwa halitów oraz soli kamiennej. Porowate warstwy ulegały na przestrzeni czasu kompresji i w wyniku tego były wypychane w górę. W konsekwencji doszło do uformowania wysadów, które często zatrzymywały ropę i gaz, dotychczas przemieszczające się w warstwie porowatych piasków. Gęsta, żyzna, często czarna gleba na odległych przedmieściach Houston jest odpowiednia do hodowli ryżu.
Na obszarze Houston znajduje się ponad 150 aktywnych uskoków o łącznej długości około 500 kilometrów, włączając to system uskoków Long Point–Eureka Heights, biegnący przez centrum miasta. W historii istnienia Houston nie odnotowano poważnych trzęsień ziemi, aczkolwiek naukowcy nie wykluczają możliwości, że takowe występowały na tych obszarach w odległej przeszłości, i że nie wystąpią w przyszłości. Na części terenów położonych na południowy wschód od Houston grunt „przecieka”, ponieważ przez wiele lat wydobywano z niego wodę. Zjawisko to może być powiązany z poruszaniem się uskoków; jednakże ich przemieszczanie się jest powolne i nieuznawane za trzęsienie ziemi. W przypadku trzęsienia uskoki muszą się poruszyć na tyle niespodziewanie, by wytworzyć fale sejsmiczne.

### Klimat

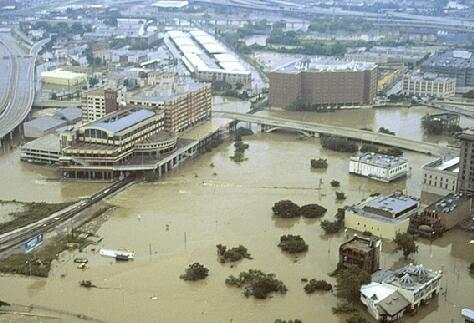
Najstarsza dzielnica Houston po przejściu sztormu tropikalnego Allison w czerwcu 2001

Houston leży w strefie wilgotnego klimatu subtropikalnego (klasyfikacja Köppena – Cfa). Choć miasto zasadniczo nie należy do Alei Tornad, która skupia większość obszarów Teksasu, wiosenne superkomórki burzowe czasami sprowadzają do Houston tornada. Niemalże przez cały rok do miasta docierają wiatry południowe i południowo-wschodnie, niosące upały z pustyń Meksyku i wilgotność powietrza z Zatoki Meksykańskiej.
Podczas miesięcy letnich temperatury często przekraczają 32 °C (90 °F), ze średnią 99 dni w roku powyżej tej wartości. Jednakże wilgotność powietrza sprawia, że odczuwalna temperatura jest wyższa, niż rzeczywisty poziom. W letnie poranki wilgotność względna sięga ponad 90%, zaś popołudniami spada do około 60%. Letnie wiatry są często lekkie i niosą ulgę w obliczu wysokich temperatur powietrza, z wyjątkiem tych, które występują w bezpośredniej okolicy wybrzeża, gdzie powiewy są znacznie cieplejsze. W sezonie letnim powszechne są przelotne, popołudniowe burze i opady. Radząc sobie z upałem, klimatyzacja obecna jest w niemalże wszystkich samochodach i budynkach w Houston; z tego też powodu, w 1980 miasto zostało określone mianem „najbardziej klimatyzowanego miejsca na ziemi”.
Zimy w Houston są łagodne. Średnia najwyższych temperatur w styczniu, czyli najchłodniejszym miesiącu, wynosi 17 °C (63 °F), zaś najchłodniejszych 6 °C (43 °F). Opady śniegu są rzadkością; w ostatnich latach wystąpiły między innymi podczas sztormu 24 grudnia 2004 (spadło wówczas 2,5 cm śniegu) oraz 10 grudnia 2008 – był to jednocześnie odnotowany najwcześniej w ciągu roku opad śniegu w historii Houston (większość następowała dotychczas pod koniec grudnia lub w styczniu). Ponadto rok 2008 i 2009, były pierwszymi kolejnymi, następującymi po sobie latami w historii miasta, w trakcie których spadł śnieg. W okresie 2000–2010 opady śniegu w Houston nastąpiły w czasie trzech okresów zimowych.
Częste opady deszczu w Houston (z roczną średnią 1264 mm) skutkują niekiedy powodziami lub podtopieniami niektórych części miasta.
Houston posiada wysokie stężenie ozonu w powietrzu i jest jednym z najbardziej zanieczyszczonych ozonem miast amerykańskich. Ozon w warstwie przyziemnej, czyli smog, stanowi najważniejszy problem miasta w sferze zanieczyszczenia powietrza. W 2011 American Lung Association uznała, że poziom ozonu w powietrzu obszaru metropolitalnego Houston jest 8. co do wysokości w Stanach Zjednoczonych. Działalność zakładów przemysłowych ulokowanych wzdłuż Houston Ship Channel stanowi główną przyczynę tych zanieczyszczeń. Jakość powietrza w Houston została porównana przez Citizens League for Environmental Action Now do Pekinu i Los Angeles.
Najwyższą odnotowaną temperaturą w historii Houston były 43 °C (109 °F) z 4 września 2000 i 28 sierpnia 2011, zaś najniższą –15 °C (5 °F) z 23 stycznia 1940.
| Miesiąc | Sty  | Lut  | Mar  | Kwi  | Maj  | Cze  | Lip  | Sie  | Wrz  | Paź  | Lis  | Gru  | Roczna |
| --- | ---- | ---- | ---- | ---- | ---- | ---- | ---- | ---- | ---- | ---- | ---- | ---- | ------ |
| Średnie temperatury w dzień [°C]                                                                           | 17,2 | 19,1 | 22,8 | 26,4 | 30,2 | 33,0 | 34,3 | 34,7 | 32,1 | 27,8 | 22,5 | 17,9 | 26,5   |
| Średnie dobowe temperatury [°C]                                                                            | 11,7 | 13,6 | 17,1 | 20,8 | 24,9 | 28,0 | 29,1 | 29,2 | 26,6 | 21,9 | 16,8 | 12,4 | 21,1   |
| Średnie temperatury w nocy [°C]                                                                            | 6,2  | 8,1  | 11,4 | 15,2 | 19,8 | 23,1 | 23,9 | 23,8 | 21   | 16,1 | 11,2 | 7,0  | 15,6   |
| Opady [mm]                                                                                                 | 85,9 | 81,3 | 86,6 | 84,1 | 129  | 151  | 96,3 | 95,5 | 105  | 145  | 110  | 95   | 1264   |
| Średnia liczba dni z opadami                                                                               | 9,6  | 9,2  | 8,8  | 6,8  | 8,0  | 10,6 | 9,1  | 8,3  | 8,0  | 7,9  | 8,2  | 9,5  | 104    |
| Wilgotność [%]                                                                                             | 75   | 73   | 73   | 73   | 75   | 75   | 74   | 75   | 77   | 75   | 76   | 76   | 75     |
| Średnie usłonecznienie [h]                                                                                 | 143  | 155  | 193  | 210  | 249  | 281  | 294  | 271  | 237  | 229  | 168  | 149  | 2578   |
| Źródło: NOAA (liczba dni z opadami dla wartości 0,25 mm, wysokość 30 m n.p.m., 90 km od oceanu, 1981-2010) |      |      |      |      |      |      |      |      |      |      |      |      |        |

| Miesiąc                                                                                               | Sty  | Lut  | Mar  | Kwi  | Maj  | Cze  | Lip  | Sie  | Wrz  | Paź  | Lis  | Gru  | Roczna |
| --- | ---- | ---- | ---- | ---- | ---- | ---- | ---- | ---- | ---- | ---- | ---- | ---- | ------ |
| Średnie temperatury w dzień [°C]                                                                      | 16,6 | 17,9 | 21,2 | 24,4 | 28,3 | 31,2 | 32,0 | 32,4 | 30,8 | 27,0 | 22,0 | 17,7 | 25,1   |
| Średnie dobowe temperatury [°C]                                                                       | 12,9 | 14,2 | 17,5 | 21,2 | 25,4 | 28,3 | 29,2 | 29,5 | 27,6 | 23,6 | 18,4 | 14,1 | 21,8   |
| Średnie temperatury w nocy [°C]                                                                       | 9,2  | 10,5 | 13,7 | 18,0 | 22,4 | 25,3 | 26,3 | 26,5 | 24,4 | 20,1 | 14,8 | 10,4 | 18,4   |
| Opady [mm]                                                                                            | 107  | 65,3 | 80,3 | 77,5 | 110  | 145  | 96,5 | 112  | 153  | 140  | 115  | 89,4 | 1289   |
| Średnie usłonecznienie [h]                                                                            | 145  | 163  | 209  | 226  | 266  | 299  | 309  | 280  | 238  | 237  | 177  | 151  | 2699   |
| Źródło: NOAA (liczba dni z opadami dla wartości 0,25 mm, wysokość 2 m n.p.m., nad oceanem, 1981-2010) |      |      |      |      |      |      |      |      |      |      |      |      |        |

| Sty  | Lut  | Mar  | Kwi  | Maj  | Cze  | Lip  | Sie  | Wrz  | Paź  | Lis  | Gru  | Rok  |
| ---- | ---- | ---- | ---- | ---- | ---- | ---- | ---- | ---- | ---- | ---- | ---- | ---- |
| 13,6 | 14,1 | 17,1 | 21,8 | 25,3 | 28,8 | 30,0 | 30,6 | 28,7 | 25,5 | 20,5 | 15,7 | 22,7 |

## Panorama i zabudowa miasta
Houston zyskało prawa miejskie w 1837. Obecnie położenie danego miejsca w Houston klasyfikowane jest generalnie pod względem kryterium, czy znajduje się „w” lub „poza” autostradą międzystanową nr 610 (czyli lokalną obwodnicą). „W” położony jest dystrykt biznesowy, wiele dzielnic mieszkalnych, które powstały jeszcze przed wybuchem II wojny światowej, a także najnowsze, gęsto zaludnione osiedla mieszkalne. „Poza” obwodnicą leżą wysunięte najdalej punkty miasta, przedmieścia, a także pojedyncze enklawy.
Choć Houston stanowi największe amerykańskie miasto bez formalnych regulacji dotyczących zagospodarowania przestrzennego, rozwijało się podobnie do pozostałych miast regionu Sun Belt. Działo się tak za sprawą określonego regulaminu użytkowania gruntów oraz prawa służebności, odgrywających podobną rolę do ścisłych regulacji, powszechnych w większości miast. Przepisy te zawierają między innymi wytyczne co do minimalnej wielkości domków jednorodzinnych, a także wymogi dostępności parkingów dla najemców oraz klientów. Tego typu restrykcje przynosiły zróżnicowane efekty; część opinii mówi, że pociągnęły za sobą niską gęstość zaludnienia, eksurbanizację i nieodpowiednią troskę o pieszych. Jednakże z drugiej strony, inni uznają, że polityka w zakresie użytkowania gruntów miejskich doprowadziła do budowy tanich mieszkań, co pomogło Houston uniknąć najgorszych skutków kryzysu na rynku nieruchomości w 2008. Mało tego, w tym samym roku miasto wydało 42 697 pozwoleń na budowy, dzięki czemu zajęło pierwsze miejsce na liście „najzdrowszych” rynków nieruchomości 2009.
W 1948, 1962 i 1993 przeprowadzono głosowania, mające na celu rozdział mieszkalnych i komercyjnych dystryktów miasta, jednak we wszystkich przypadkach odrzucono te propozycje. W wyniku tego zamiast jednej dzielnicy biznesowej, stanowiącej centrum miejskiego zatrudnienia i finansów, w Houston funkcjonuje kilka(naście) ważnych gospodarczo sąsiedztw.

Zachodni widok na panoramę Downtown Houston

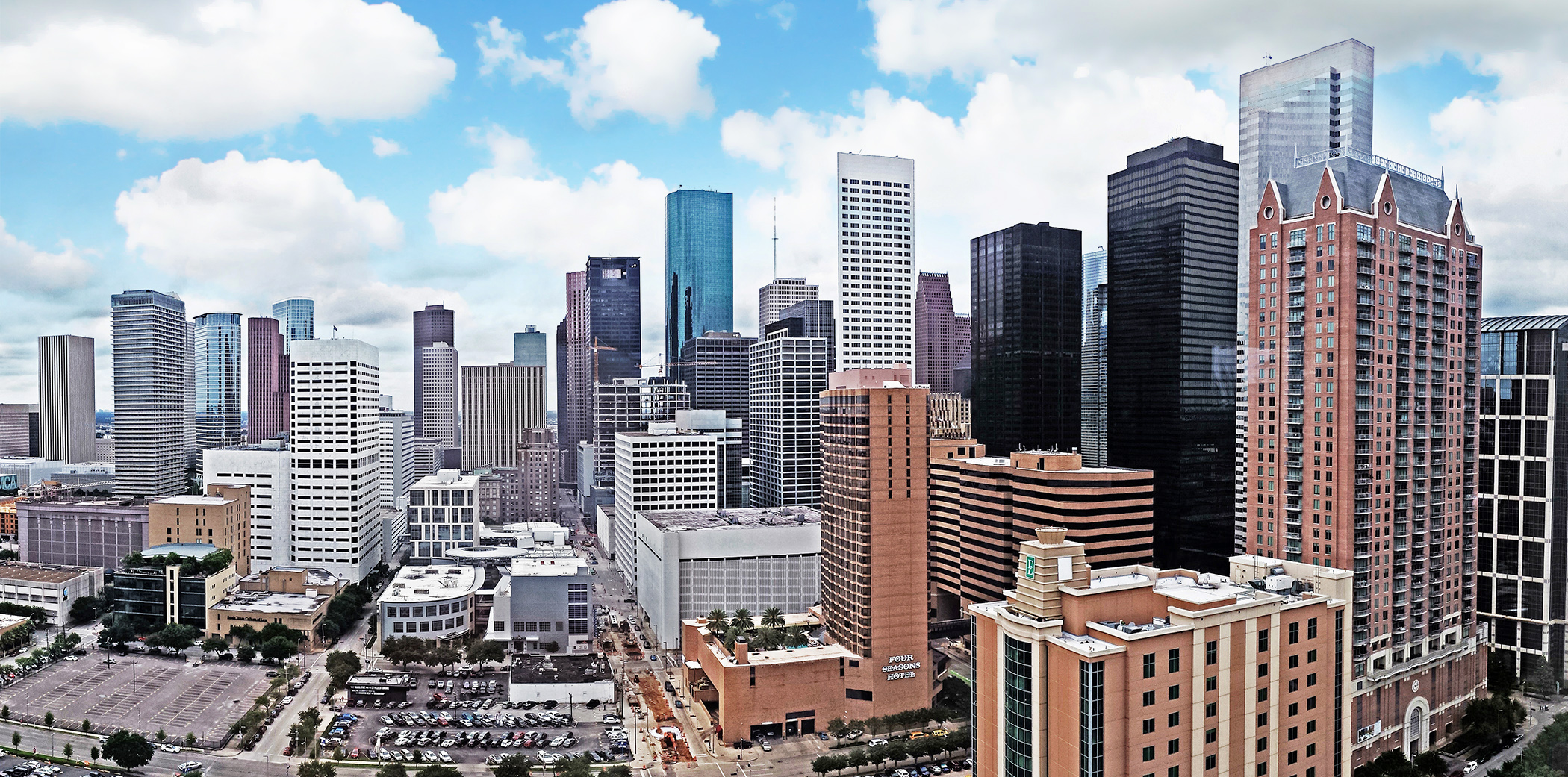
Południowy widok na Downtown Houston

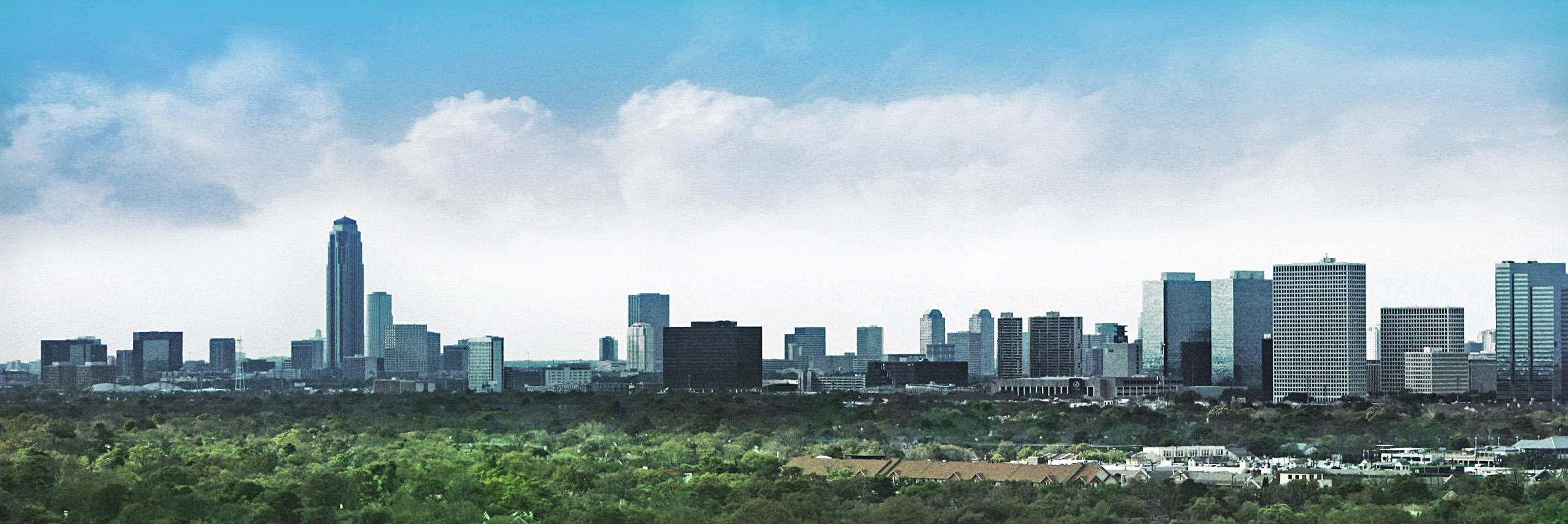
Panorama Uptown Houston

## Architektura

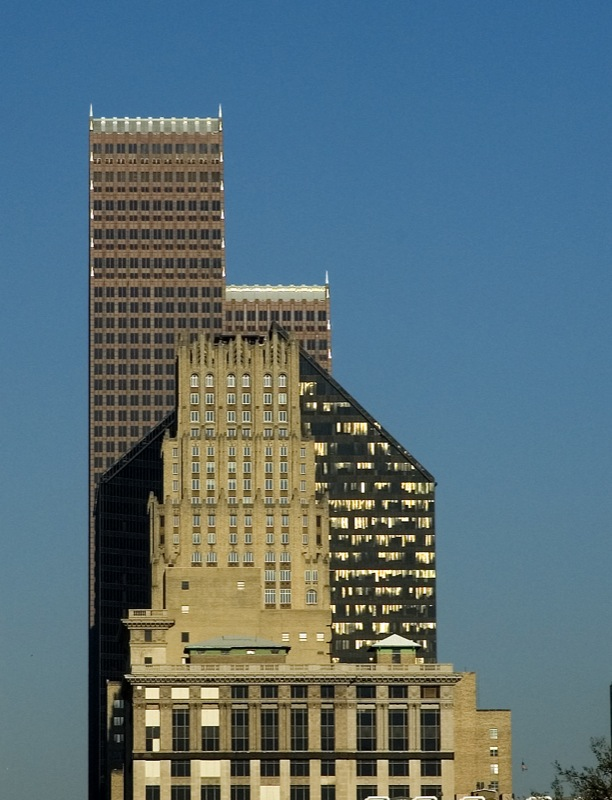
Budynki reprezentujące trzy różne ery: JPMorgan Chase Building (lata 20.), Pennzoil Place (lata 70.) oraz Bank of America Center (lata 80.)

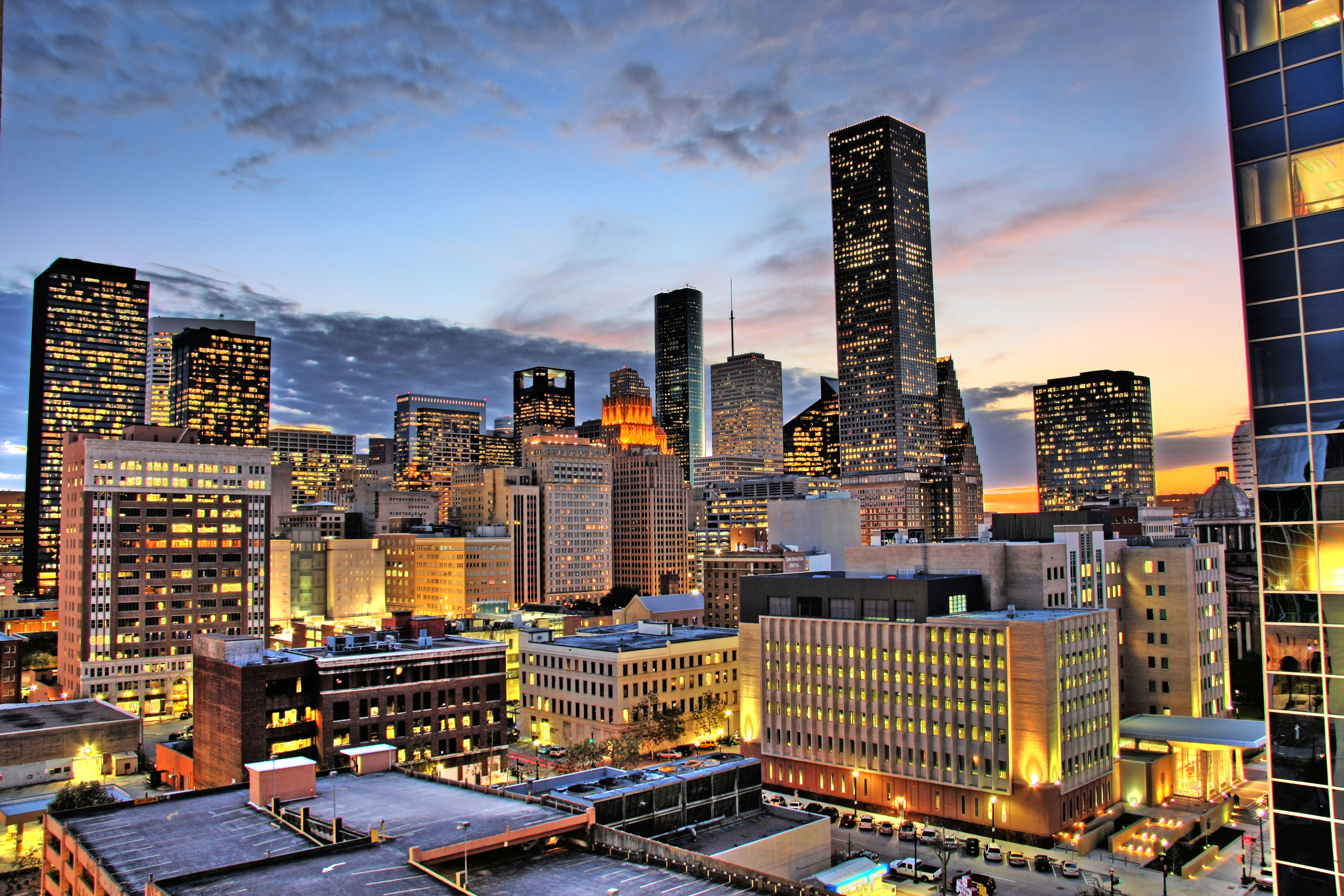
Północna sekcja Downtown Houston nocą, z budynkami z różnych nurtów architektonicznych

Panorama Houston jest trzecia pod względem wysokości w Ameryce Północnej, a na świecie w pierwszej dziesiątce. 11-kilometrowy system łączników i tuneli łączy budynki położone w centrum miasta, pozwalając, by piesi unikali upałów lub opadów deszczu przemieszczając się między nimi.
W latach 60. XX wieku na terenie Downtown Houston istniało kilka struktur biurowych o średniej wysokości, jednakże rozwój przemysłu energetycznego w latach 70. pociągnął za sobą boom na budowę nowych obiektów. Właśnie wtedy powstał szereg nowych wieżowców, na czele z najwyższym obiektem w mieście, czyli ukończonym w 1982, 75-piętrowym, 305-metrowym JPMorganChase Tower (wcześniej Texas Commerce Tower). Obecnie jest to najwyższa budowla w stanie Teksas, 10. pod względem wielkości budynek w Stanach Zjednoczonych oraz 30. na świecie. W 1983 do użytku został oddany 71-piętrowy, 302-metrowy Wells Fargo Plaza (w przeszłości Allied Bank Plaza), czyli drugi pod względem wielkości obiekt w Houston i jednocześnie Teksasie, 13. w Stanach Zjednoczonych oraz 36. na świecie. W 2007 centrum miasta dysponowało 4 milionami m² przestrzeni biurowej.
Skupiona przy Post Oak Boulevard i Westheimer Road dzielnica Uptown Houston również przeżyła boom w latach 70. i na początku lat 80., kiedy to na tych obszarach, zwłaszcza wzdłuż autostrady międzystanowej nr 610, powstało liczne grono biurowców o średnich wysokościach, hoteli, a także obiektów handlowych. Z biegiem lat Uptown została jednym z klasycznych, najbardziej znanych przykładów tzw. edge city, czyli miejsca koncentracji biznesu i rozrywki poza klasycznymi ramami centrum miasta. Najwyższym budynkiem tego dystryktu pozostaje 64-piętrowy, 275-metrowy Williams Tower (znany pierwotnie jako Transco Tower), zaprojektowany przez Philipa Johnsona i Johna Burgee’a. W momencie ukończenia budowy, Williams Tower uważany był za najwyższy wieżowiec świata położony poza centralną dzielnicą finansową. U progu XXI wieku w Uptown zaczęto budować na masową skalę apartamentowce oraz bloki mieszkalne, które niekiedy osiągały ponad 30 pięter. Łącznie w 2002 Uptown dysponowała ponad 2 milionami m² przestrzeni biurowej, z czego 1,5 m² zaliczana była do klasy A.

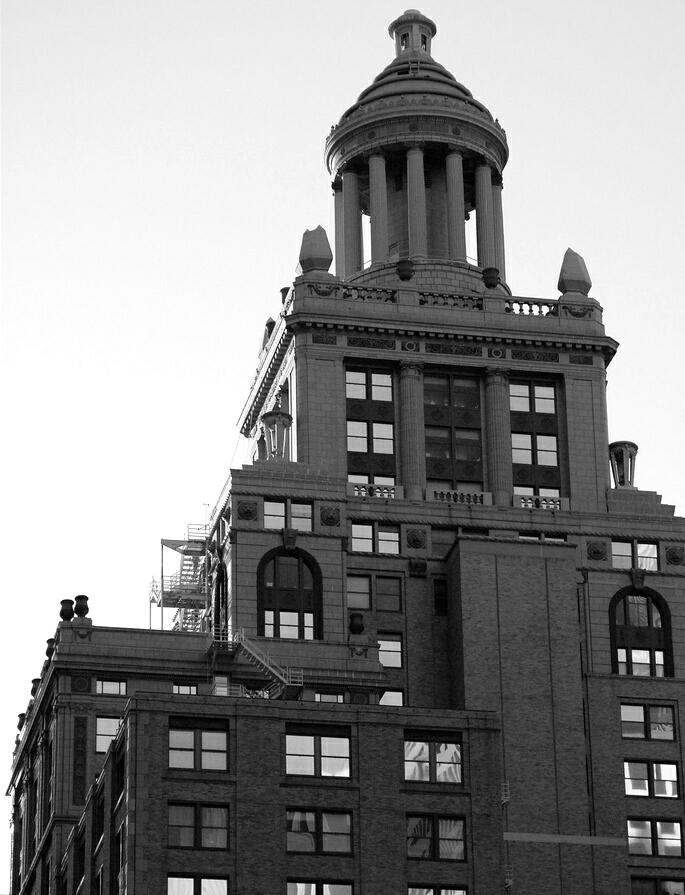
Niels Esperson Building stanowił najwyższy budynek w Houston w okresie 1927-1929
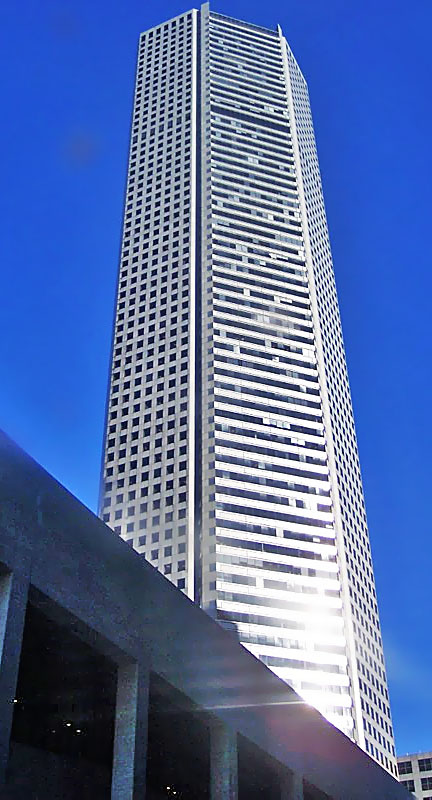
JP Morgan Chase Tower jest najwyższym budynkiem w Teksasie
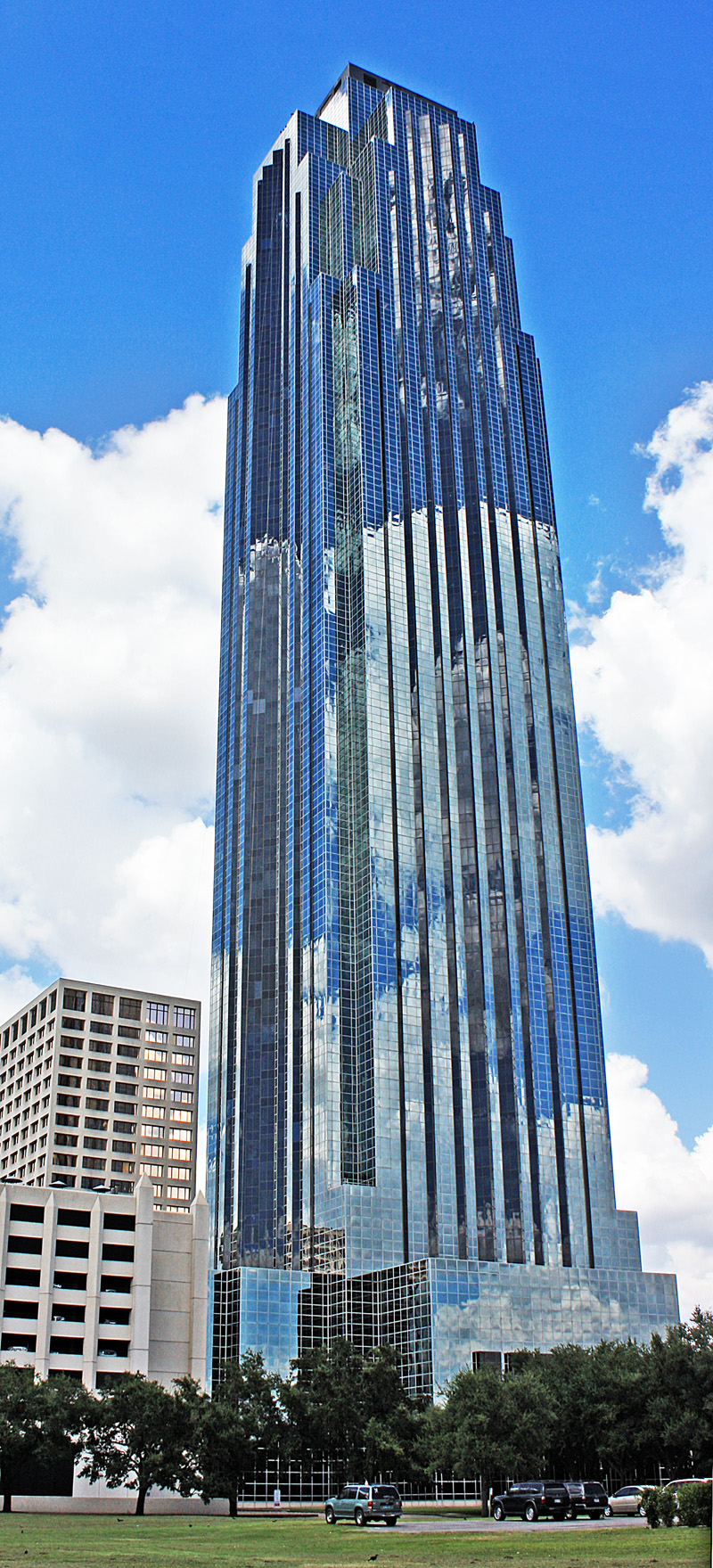
Williams Tower w Uptown Houston(inne języki) jest najwyższym budynkiem w Stanach Zjednoczonych położonym poza centralnym dystryktem biznesowym miasta
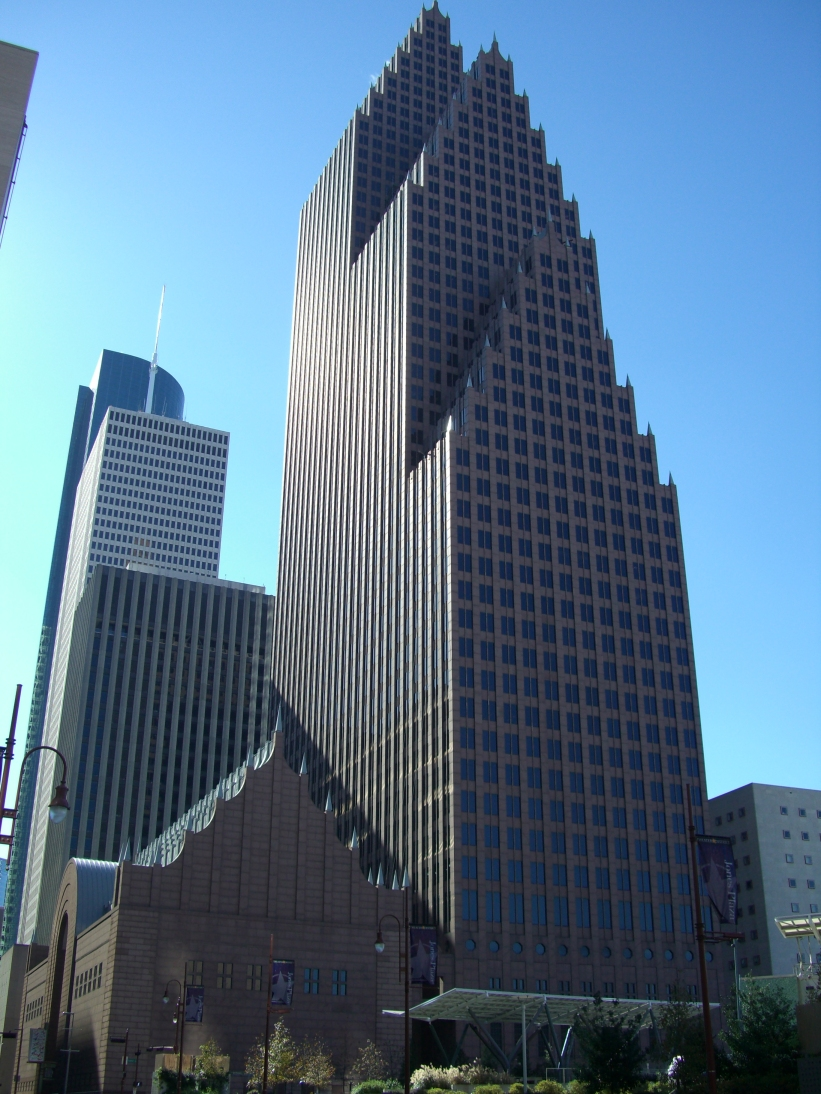
Bank of America Center, zaprojektowany przez Philipa Johnsona, stanowi przykład architektury postmodernistycznej

## Demografia

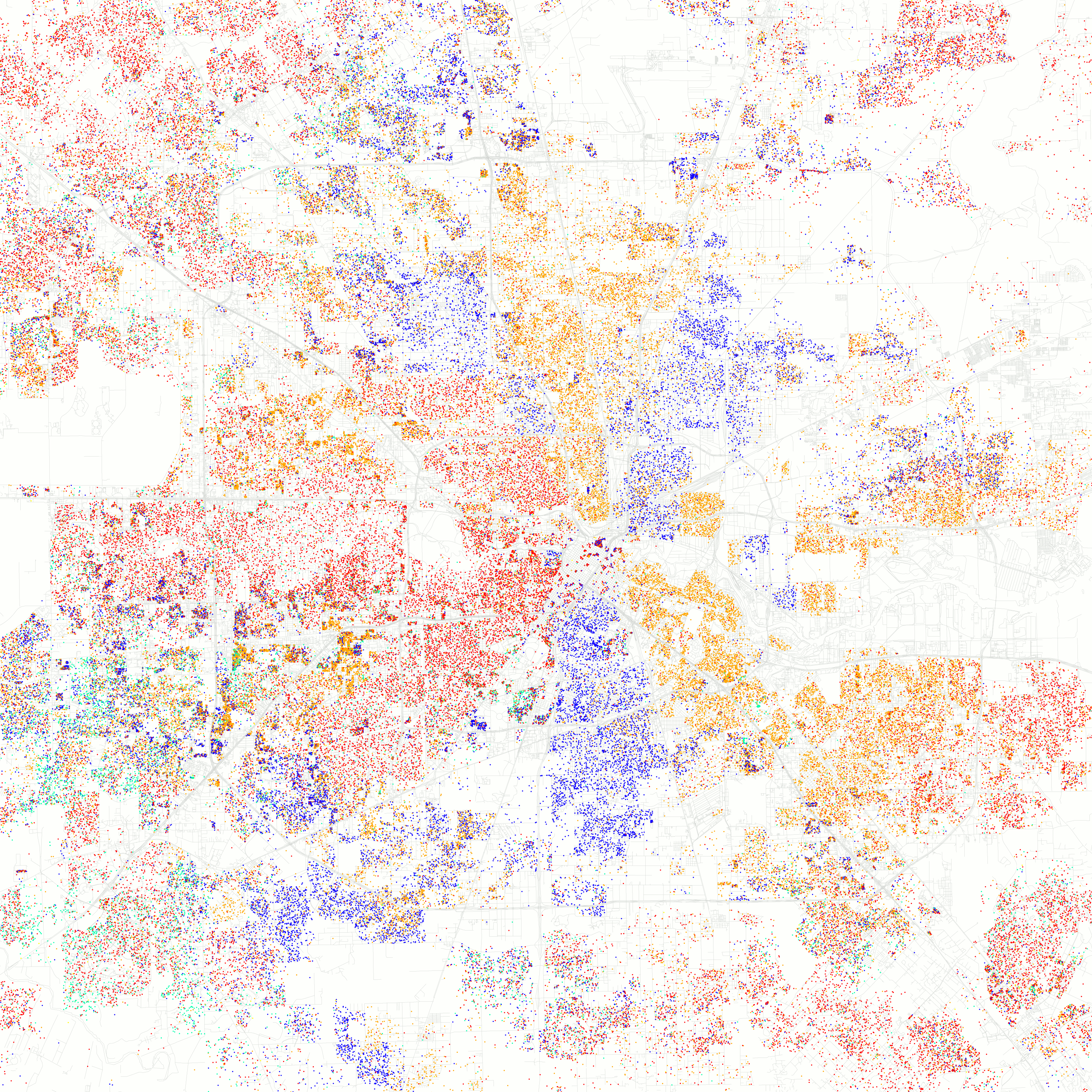
Mapa etnicznego rozmieszczenia populacji miasta w 2010. Czerwone kropki oznaczają rasę białą, pomarańczowe Latynosów, niebieskie Afroamerykanów, zielone Azjatów, zaś szare pozostałą ludność

Houston jest miastem multikulturowym, po części ze względu na liczne instytucje naukowe, rozwinięty przemysł, a także ośrodek portowy. Lokalna ludność posługuje się ponad 90 językami świata. Miasto dysponuje relatywnie młodą populacją; średnia wieku mieszkańców należy do najniższych w skali kraju. Wpływ na to ma napływ ludności do Teksasu, zarówno w wyniku wewnętrznych migracji, jak i imigrantów z zagranicy; szacuje się, że około 400 tysięcy z nich zamieszkuje Houston nielegalnie.
Zgodnie z danymi spisu powszechnego z 2010, populacja miasta składa się w 51% z ludności rasy białej, 26% z ludności białej pochodzenia nie-latynoskiego, 24% z ludności czarnej lub afroamerykańskiej, a także w 0,7% z Indian, 6% Azjatów i 0,1% z przybyszów z wysp Pacyfiku. 15,2% mieszkańców Houston posiada inne korzenie, zaś 3,3% reprezentuje co najmniej dwie rasy. Ludność o pochodzeniu hiszpańskim lub latynoskim stanowi 44% populacji miasta (z czego 32% ma korzenie meksykańskie). Łącznie w 2010 Houston liczyło 2 099 451 mieszkańców, zaś gęstość zaludnienia wynosiła 1505 osób/km².
W 2000 roku średni dochód gospodarstwa domowego w Houston wynosił 37 tysięcy dolarów, a średni dochód rodziny 40 tysięcy dolarów. Kobiety osiągały średni przychód w wysokości 27 tysięcy dolarów, natomiast mężczyźni 32 tysięcy dolarów. Dochód per capita oscylował wokół 20 tysięcy dolarów. 19% populacji (26% osób poniżej 18 roku życia i 14% osób powyżej 65 roku życia) oraz 16% rodzin żyło poniżej relatywnej granicy ubóstwa.

## Gospodarka
| Top spółek giełdowych w Houston w 2011 z pozycją w stanie i całym kraju (400 pierwszych miejsc) |  |                              |  |      |
| Teksas                                                                                          |  | Korporacja                   |  | USA  |
| 2.                                                                                              |  | ConocoPhillips               |  | 4.   |
| 5.                                                                                              |  | Marathon Oil                 |  | 29.  |
| 7.                                                                                              |  | Sysco                        |  | 67.  |
| 8.                                                                                              |  | Enterprise Products Partners |  | 80.  |
| 9.                                                                                              |  | Plains All American Pipeline |  | 99.  |
| 14.                                                                                             |  | Halliburton                  |  | 144. |
| 17.                                                                                             |  | Baker Hughes                 |  | 170. |
| 19.                                                                                             |  | Waste Management, Inc        |  | 196. |
| 20.                                                                                             |  | National Oilwell Varco       |  | 202. |
| 23.                                                                                             |  | Apache Corporation           |  | 206. |
| 25.                                                                                             |  | KBR                          |  | 242. |
| 29.                                                                                             |  | CenterPoint Energy           |  | 279. |
| 32.                                                                                             |  | Kinder Morgan                |  | 294. |
| 34.                                                                                             |  | Enbridge Energy Partners     |  | 309. |
| 35.                                                                                             |  | Calpine                      |  | 349. |
| 38.                                                                                             |  | Cameron International        |  | 375. |
| 39.                                                                                             |  | EOG Resources                |  | 377. |
| 41.                                                                                             |  | Frontier Oil                 |  | 389. |
| Notki                                                                                           |  |                              |  |      |
| Przychody za rok 2010                                                                           |  |                              |  |      |
| Energia i ropa naftowa (16 korporacji)                                                          |  |                              |  |      |
| Źródło: Fortune                                                                                 |  |                              |  |      |

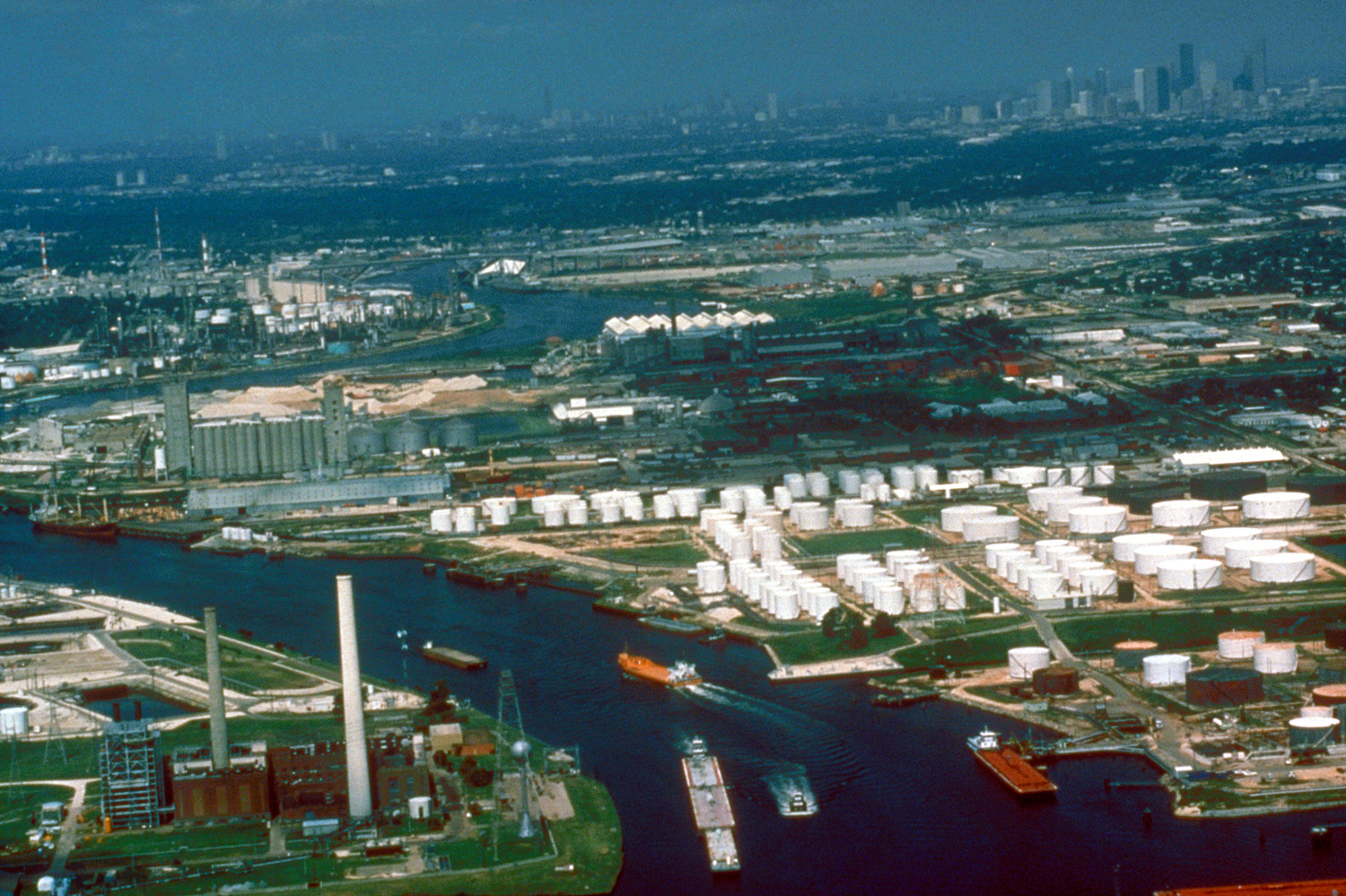
Houston Ship Channel

Houston znane jest na świecie z przemysłu energetycznego–zwłaszcza wydobycia ropy naftowej i gazu ziemnego–a także biomedyki oraz aeronautyki. Rosnące znaczenie w gospodarce miejskiej zaczynają również odgrywać odnawialne źródła energii, czyli głównie energia wiatrowa i słoneczna. Ważną bazę lokalnej ekonomii stanowi ponadto Houston Ship Channel. Ze względu na poziom rozwoju lokalnego przemysłu, Houston uznane zostało za metropolię globalną według Globalization and World Cities Study Group and Network oraz A.T. Kearney.
Obszar Houston jest wiodącym ośrodkiem w dziedzinie konstrukcji i produkcji sprzętu wiertniczego. Sukces miasta jako petrochemicznego kompleksu jest w dużej mierze zasługą Port of Houston, czyli dziesiątego pod względem wielkości portu świata, który jednocześnie zajmuje pierwsze miejsce w Stanach Zjednoczonych w sektorze handlu międzynarodowego. W przeciwieństwie do większości miejsc świata, wysokie ceny ropy naftowej i gazu ziemnego są korzystne dla gospodarki Houston, jako że wielu mieszkańców okolic jest zatrudnionych w przemyśle energetycznym.
Produkt miejski brutto (PMB) obszaru metropolitalnego Houston–Sugar Land–Baytown w 2010 wynosił 385 miliardów dolarów – więcej niż PKB Austrii, Argentyny lub Republiki Południowej Afryki. Jedynie 21 państw (poza Stanami Zjednoczonymi) osiągnęło wówczas PKB o wartości co najmniej PMB Houston. 26,3% udziału w tej kwocie miały przychody z górnictwa, czyli w tym przypadku niemalże wyłącznie wydobycia i produkcji ropy naftowej i gazu; w ostatnich latach znaczenie tego sektora znacząco wzrosło ze względu na skoki cen energii.
Zespół University of Houston, skupiający cztery niezależne uniwersytety stanowe, wywiera każdego roku wpływ na lokalną gospodarkę porównywalny do działalności dużej korporacji, przyciągając 1,1 miliarda dolarów nowych funduszy i 3,13 miliarda dolarów całkowitych korzyści gospodarczych, tworząc ponadto 24 tysiące miejsc pracy. Co roku UHS kończy 12,5 tysiąca studentów, którzy wkraczają na rynek pracy Houston i całego stanu Teksas. Badania wykazują, że większość z nich pozostaje w mieście; po pięciu latach od zakończenia studiów, 80,5% tych osób wciąż mieszka i pracuje w regionie.
W regionie Houston działają 92 urzędy konsularne (trzecie pod względem wielkości skupisko w Stanach Zjednoczonych), a także 23 zagraniczne izby handlowe i związki zawodowe. W mieście funkcjonuje 25 banków zagranicznych, reprezentujących 13 nacji, dostarczając wsparcia finansowego dla społeczności międzynarodowej.
W 2006 r. obszar metropolitalny Houston zajął pierwsze miejsce w Teksasie i trzecie w Stanach Zjednoczonych na liście najlepszych miejsc do rozwijania biznesu i kariery według Forbesa. W 2008 magazyn Kiplinger's Personal Finance wyróżnił Houston na szczycie zestawienia najlepszych miast do życia, bazując na lokalnej gospodarce, możliwościach zatrudnienia, kosztach oraz jakości życia. Również w 2008 Forbes uznał Houston za czwarte miasto w Stanach Zjednoczonych pod względem lokalnych innowacji technologicznych, jakie wprowadzono na przestrzeni ostatnich lat. W tym samym roku Houston zajęło drugie miejsce na liście miast, które skupiają największą liczbę siedzib głównych korporacji z Fortune 500, pierwsze pozycje w zestawieniach najlepszych miast dla osób kończących studia oraz najlepszych miast do kupna domów według Forbesa. W 2010 Forbes uznał ponadto Houston za najlepsze miasto amerykańskie do robienia zakupów.

## Transport

### Transport drogowy

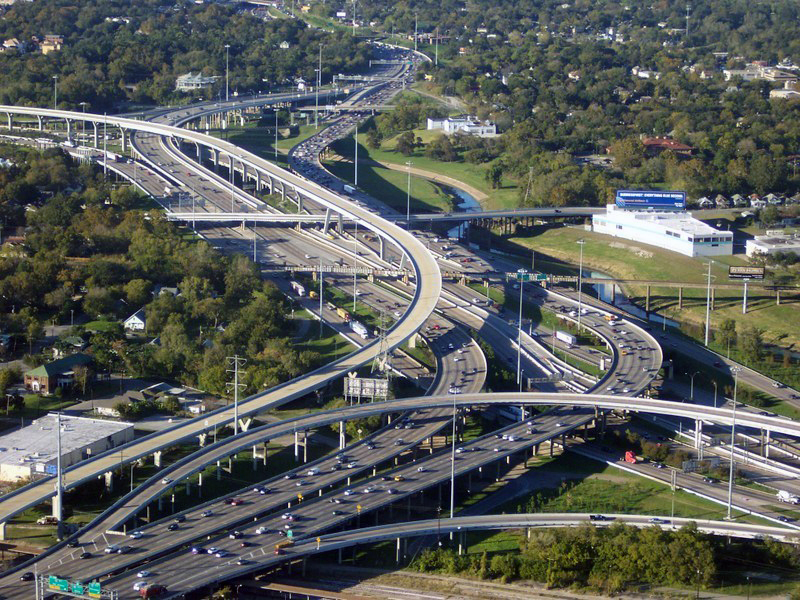
Biegnące przez miasto autostrady nr 10 i nr 45

Dominującym środkiem transportu w Houston jest samochód; u progu XXI wieku 71,4% mieszkańców podróżowało w ten sposób do pracy. Popularność tej metody przemieszczania się wynika z rozbudowanego systemu infrastruktury drogowej w mieście, obejmującego około 1200 km autostrad i dróg ekspresowych. Zgodnie z badaniami Texas Transportation Institute, w 2010 r. Houston zajmowało 4. miejsce pośród miast amerykańskich pod względem obciążenia ruchu drogowego, jako że jego uczestnicy spędzili średnio 58 godzin w korkach i zatorach ulicznych w 2009.
Układ autostrad w Houston opiera się na modelu piasty i szprych (ang. hub-and-spoke), obsługiwanym przez wiele pętli. Najbliżej centrum przebiega autostrada międzystanowa nr 610, otaczająca śródmieście, centrum medyczne oraz pobliskie dzielnice. Obwodnica nr 8 formuje kolejną dużą pętlę, o średnicy około 40 kilometrów. W trakcie konstrukcji pozostaje obecnie autostrada stanowa nr 99 (Grand Parkway), która utworzy trzecią pętlę biegnącą przez Houston. Miasto znajduje się ponadto wzdłuż trasy, którą ma wedle planów przebiegać autostrada międzystanowa 69 NAFTA, łącząca Kanadę, uprzemysłowione, zachodnie obszary Stanów Zjednoczonych (czyli głównie Teksas) i Meksyk.
Sieć autostrad w Houston monitorowana jest przez Houston TranStar – partnerstwo czterech agencji rządowych, które są odpowiedzialne za zapewnianie transportu i usług zarządzania kryzysowego w regionie Greater Houston.

### Transport zbiorowy
Metropolitan Transit Authority of Harris County (METRO) zapewnia transport publiczny w Houston w formie autobusów, szybkich tramwajów, kolei podmiejskiej, a także przewozu osób niepełnosprawnych (METROLift). Pomimo rozbudowanej sieci transportu miejskiego, część przedmieść wciąż nie posiada stałych połączeń ze ścisłym centrum.

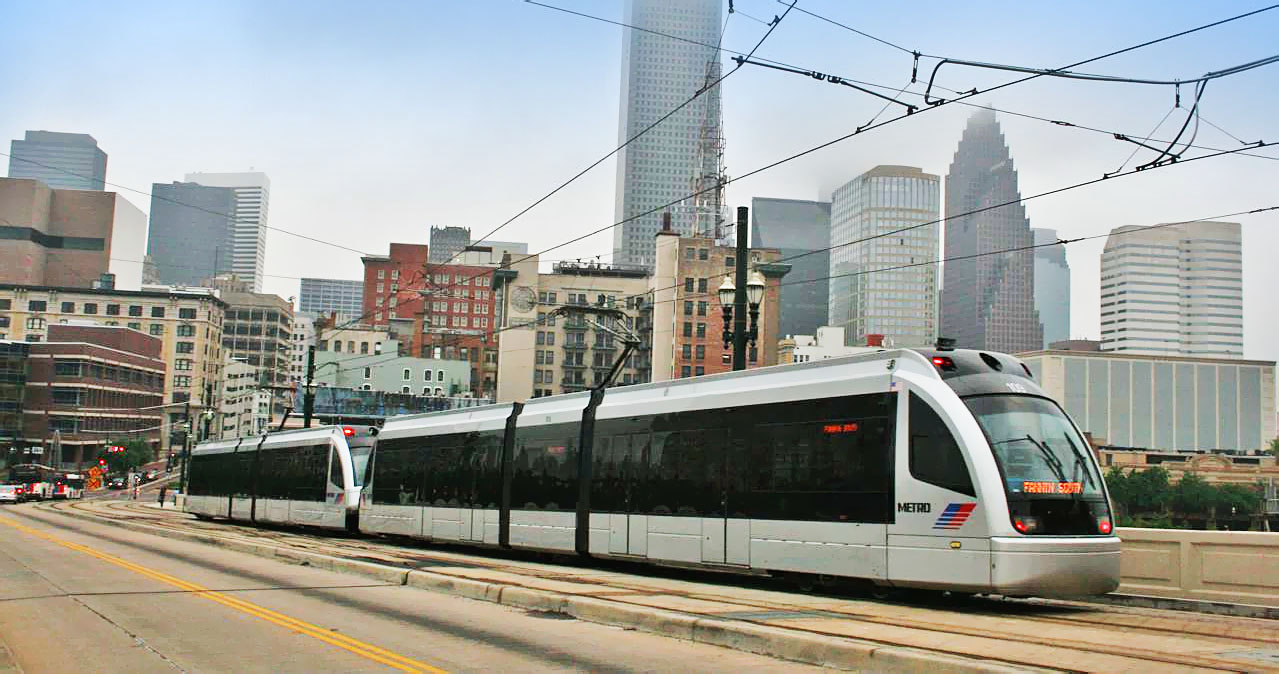
Szybki tramwaj METRORail

1 stycznia 2004 uruchomiona została pierwsza linia szybkich tramwajów w Houston (Linia Czerwona) o długości około 13 kilometrów, biegnąca od University of Houston, przez Texas Medical Center, do Reliant Park. W fazie projektowania przez METRO znajduje się obecnie 10-letni plan ekspansji, który doda pięć nowych linii do sieci szybkich tramwajów.
W północnej sekcji centrum miasta znajduje się stacja kolejowa, która obsługuje połączenia Amtrak w ramach linii Sunset Limited, biegnącej z Orlando do El Paso.

### Rowery
W Houston znajduje się największa w teksaskich miastach grupa osób docierających do pracy na rowerach. W mieście tym jest ponad 160 mil ścieżek rowerowych. Lokalny system wypożyczali rowerów, znany jako Houston B-Cycle, obejmuje w sumie trzy stacje w centrum miasta.

### Lotniska

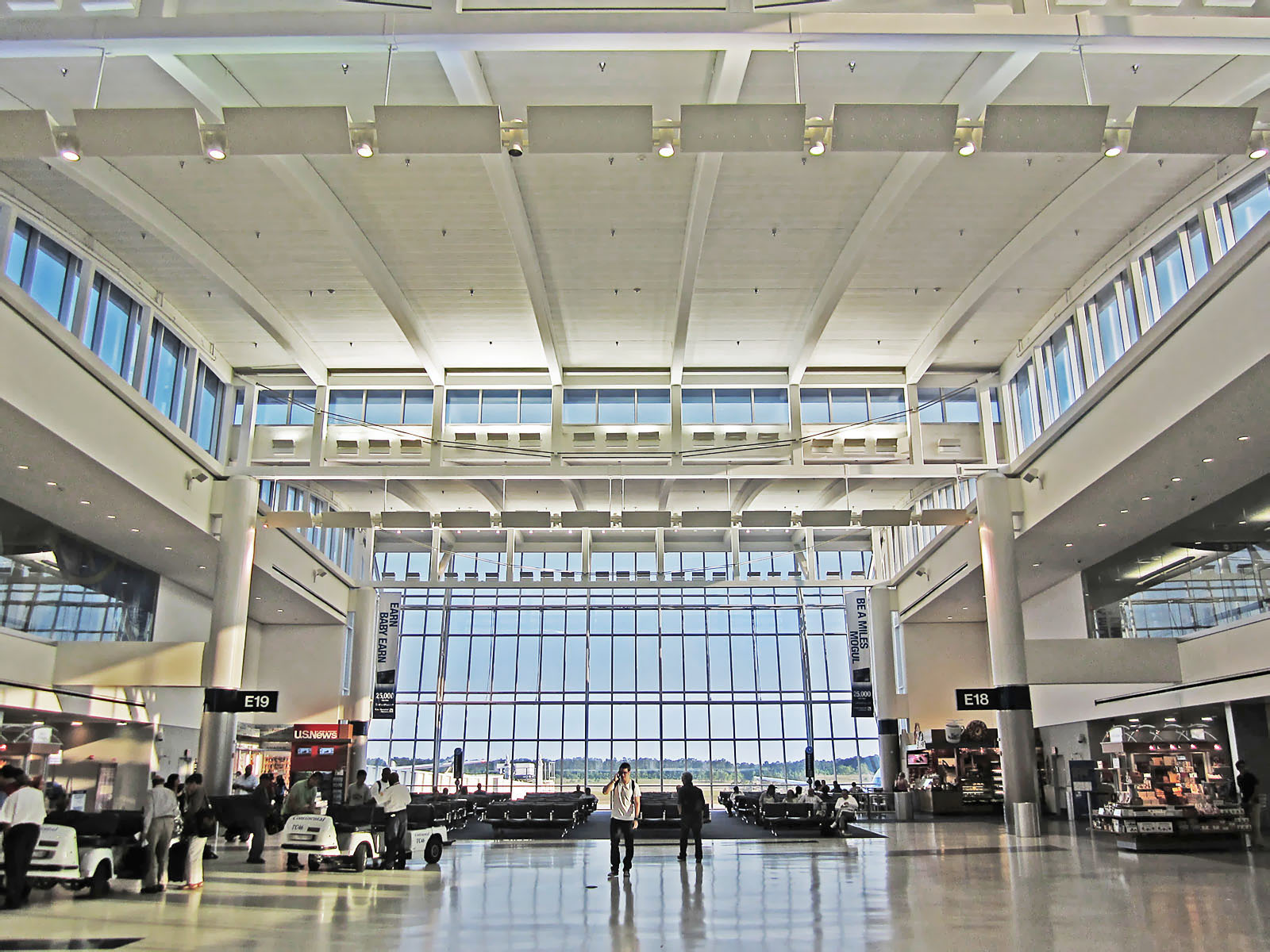
Terminal E portu lotniczego Houston-George Bush

Houston dysponuje trzema portami lotniczymi; dwa z nich to lotniska komercyjne, z usług których w 2007 skorzystały 52 miliony pasażerów. Wszystkie zarządzane są przez Houston Airport System; Federal Aviation Administration okrzyknęła Houston Airport System mianem najlepszego systemu portów lotniczych 2005, głównie ze względu na realizację wieloletniego, wartego 3,1 miliarda dolarów programu poprawy jakości funkcjonowania dwóch największych lotnisk.
Najważniejszym portem lotniczym w Houston jest George Bush Intercontinental Airport (IAH), czyli 6 pod względem intensywności ruchu lotniczego lotnisko w Stanach Zjednoczonych i 14. na świecie. W 2007 Bush Intercontinental zajmował ponadto 3. miejsce pośród amerykańskich portów lotniczych ze względu na liczbę stałych oferowanych kierunków podróży, do 182 miejsc docelowych. W 2006 amerykański Departament Transportu określił George Bush Intercontinental Airport mianem najszybciej rozwijającego się wśród dziesięciu największych lotnisk Stanów Zjednoczonych. Z kolei w 2007 amerykańska Służba Celna i Straż Graniczna uznała George Bush Intercontinental Airport za „wzorowy model portu wejściowego” do Stanów Zjednoczonych dla zagranicznych podróżnych.
Houston było siedzibą główną Continental Airlines aż do 2010, kiedy to doszło do fuzji tych linii z United Airlines (z centralą w Chicago). Bush Intercontinental stał się wówczas największym węzłem lotniczym linii United Airlines. Pomimo likwidacji dotychczasowej siedziby, linie zachowały znaczącą obecność operacyjną w mieście, oferując ponad 700 połączeń dziennie.
Drugim pod względem wielkości lotniskiem komercyjnym w mieście jest William P. Hobby Airport (do 1967 noszące nazwę Houston International Airport), które zazwyczaj obsługuje loty krajowe na krótkich i średnich trasach. W budynku dawnego terminalu lotniska znajduje się muzeum 1940 Air Terminal Museum, ukazujące historię ruchu lotniczego w Houston. Hobby Airport zostało dwukrotnie nagrodzone przez Airports Council International jako jedno z pięciu najlepszych lotnisk świata pod względem obsługi klienta oraz funkcjonowania.
Trzeci port lotniczy w Houston, Ellington (w przeszłości baza United States Air Force), wykorzystywany jest przez wojsko, rząd, NASA i ogólne sektory lotnictwa.

## Kultura
Houston to zróżnicowane kulturowo miasto, z dużą i wciąż rosnącą społecznością międzynarodową. Obszar metropolitalny zamieszkuje około 1,1 miliona osób (21,4% całej populacji) urodzonych poza granicami Stanów Zjednoczonych. 2/3 z nich wywodzi się z Meksyku, innych krajów Ameryki Środkowej oraz Południowej, zaś ponad 1/5 z Azji.
Różnorodność kulturową miasta celebruje wiele dorocznych wydarzeń rozrywkowych. Najstarszym i największym jest trwający ponad 20 dni Houston Livestock Show and Rodeo, organizowany każdego roku, na przełomie lutego i marca. Houston Livestock Show and Rodeo uznawany jest za największą wystawę zwierząt gospodarskich i rodeo na świecie. Z kolei pod koniec czerwca odbywa się kolejna duża uroczystość, Pride Parade. Do innych corocznych wydarzeń należą m.in.: Houston Greek Festival, Art Car Parade, Houston Auto Show oraz Bayou City Art Festival (jeden z pięciu największych festiwali sztuki w Stanach Zjednoczonych).
W 1967 r. Houston zyskało przydomek „Kosmicznego Miasta” (ang. Space City), ze względu na to, że znajduje się tu Lyndon B. Johnson Space Center NASA. Wśród innych potocznych określeń Houston są „Miasto Bayou” (ang. Bayou City), „Miasto Magnolii” (ang. Magnolia City) oraz „Nowe Houston” (ang. New Houston), czyli przydomek powstały w 2005, stanowiący odniesienie do mieszkańców Nowego Orleanu, którzy opuścili swoje rodzinne miasto podczas huraganu Katrina i przenieśli się do Houston, wzbogacając bogatą, czarną kulturę tego regionu, jak i całego stanu Teksas.

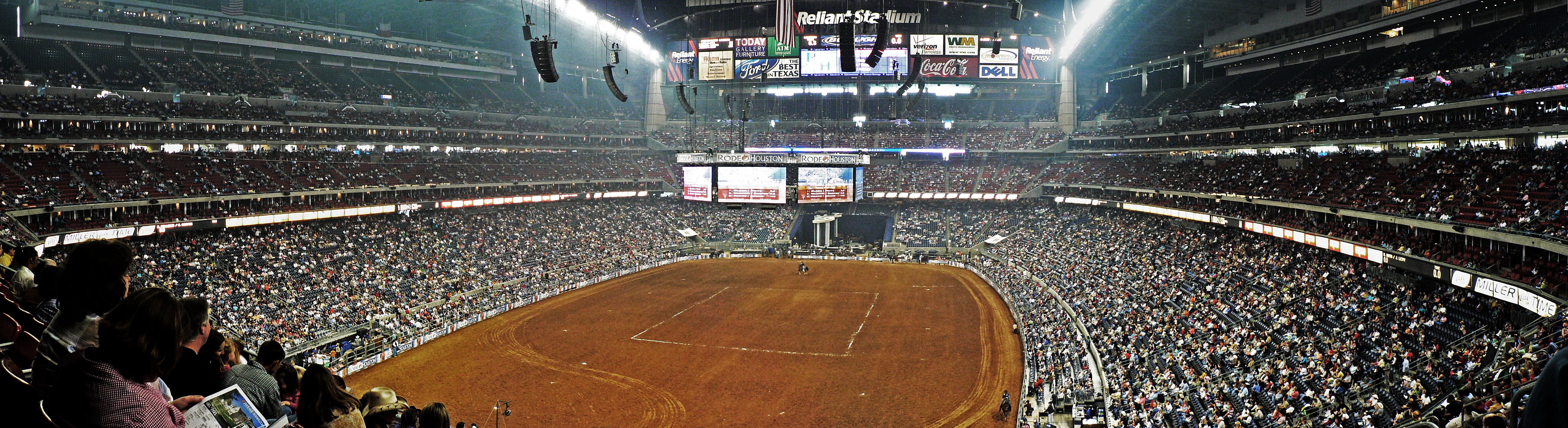
Doroczny Houston Livestock Show and Rodeo, odbywający się na NRG Stadium

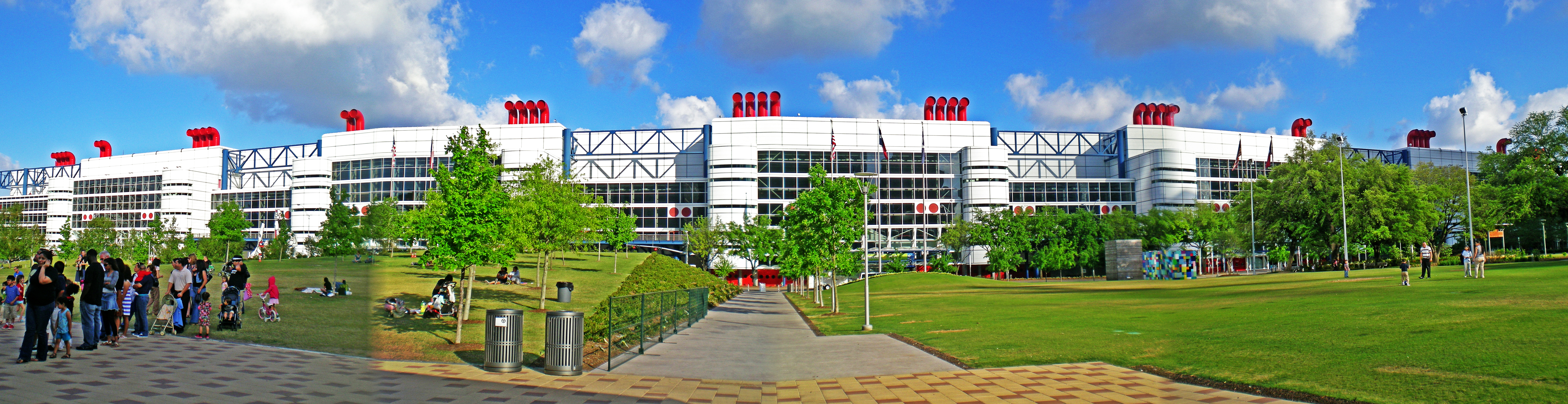
W George R. Brown Convention Center regularnie odbywają się różnego rodzaju konwencje

### Sztuka i teatr
Zlokalizowana w centrum miasta dzielnica Houston Theater District mieści dziewięć znaczących instytucji organizujących wydarzenia kulturowe, a także sześć obiektów wystawiających sztuki, występy oraz koncerty. HTD stanowi drugie pod względem wielkości skupisko miejsc teatralnych w Stanach Zjednoczonych. Houston jest jednym z kilku miast amerykańskich, które posiadają nieprzerwanie działające, zawodowe instytucje we wszystkich dyscyplinach sztuki: operze (Houston Grand Opera), balecie (Houston Ballet), muzyce (Houston Symphony Orchestra) i teatrze (The Alley Theatre). W Houston działa wielu artystów folkowych, grup artystycznych, a także szereg małych organizacji sztuki progresywnej. Obiekty w Theater District obejmują m.in.: Jones Hall – siedzibę Houston Symphony Orchestra oraz Society for the Performing Arts i Hobby Center for the Performing Arts.
Instytucje kulturalne i wystawy w dystrykcie muzeów Houston notują ponad 7 milionów odwiedzających rocznie. Do najpopularniejszych obiektów w tej dzielnicy zaliczyć można Museum of Fine Arts, Houston Museum of Natural Science, Contemporary Arts Museum Houston, Station Museum of Contemporary Art, Holocaust Museum Houston, Kaplica Rothko oraz Houston Zoo.
W skład Museum of Fine Arts wchodzi zajmujący 14 akrów (5,7 ha) Bayou Bend, w którym znajduje się jedna z najbogatszych w eksponaty kolekcji sztuki zdobniczej, obrazów i mebli w Stanach Zjednoczonych. W przeszłości Bayou Bend był domem znanej filantropki Imy Hogg.
W pobliżu portu lotniczego Houston-George Bush znajduje się National Museum of Funeral History, które dysponuje oryginalnym papamobilem Jana Pawła II z lat 80., a także licznymi karawanami, wystawami i informacjami o słynnych uroczystościach pogrzebowych.
Podczas gdy Houston nigdy nie było kojarzone z ważnym ośrodkiem muzycznym, Houston hip-hop stał się z biegiem czasu znaczącym gatunkiem niezależnej sceny, wywierającej wpływy na różne podgatunki muzyki hip hopowej.

### Turystyka, parki i rekreacja
Theater District to jedna z dzielnic śródmieścia, w której znajduje się Bayou Place, czyli kilkupoziomowy kompleks rozrywkowy, z restauracjami, klubami, kinami, sklepami i parkami. W Verizon Wireless Theater odbywają się natomiast koncerty muzyczne, występy komików, a także wystawiane są sztuki sceniczne. Space Center Houston to centrum turystyczne dla gości odwiedzających Lyndon B. Johnson Space Center, które oferuje wiele interaktywnych wystaw (włączając w to skały księżycowe), symulator lotów, a także prezentacje na temat historii kosmicznych lotów załogowych NASA. Do innych atrakcji turystycznych należy The Galleria (największe centrum handlowe Teksasu), stary rynek, Downtown Aquarium, Sam Houston Race Park oraz SplashTown Waterpark Houston.
W Houston znajduje się 337 parków; do najpopularniejszych należą Hermann Park, Terry Hershey Park, Lake Houston Park, Tranquility Park, Sesquicentennial Park, Discovery Green i Sam Houston Park. Na terenie Hermann Park zlokalizowane są Houston Zoo oraz Houston Museum of Natural Science. Z kolei w Sam Houston Park znajdują się odrestaurowane i zrekonstruowane domy z okresu 1823-1905.
Spośród dziesięciu amerykańskich miast o największej liczbie ludności, Houston dysponuje największą powierzchnią parków i przestrzeni zielonej, zajmującej łącznie 56 405 akrów (228 km²). Miasto posiada ponadto ponad 200 dodatkowych obszarów/ośrodków porośniętych zielenią, co daje w sumie 19 600 akrów (79 km²) terenów zarządzanych przez władze, włączając w to arboretum Houston Arboretum and Nature Center. Przez miasto zarządzany jest również publiczny Lee and Joe Jamail Skatepark, czyli jeden z największych skateparków w Teksasie, zajmujący 2800 m².
W 2011 Walk Score wyróżnił Houston na 23. miejscu listy największych miast amerykańskich przyjaznych dla pieszych.

#### Historia turystyki w Houston
Podobnie jak w Nowym Orleanie świętowano Mardi Gras, tak w Houston, w okresie od 1899 aż do wybuchu I wojny światowej, celebrowano karnawał No-Tsu-Oh. Już w 1899 dostrzegano korzyści z wydarzeń tego typu i ich wpływu na gospodarkę lokalną; karnawał, którzy w rzeczywistości był trwającym tydzień festiwalem, ściągał do Houston każdego listopada tysiące gości i turystów. No-Tsu-Oh obejmował parady, a także mecz futbolowy między drużynami Uniwersytetu Teksańskiego w Austin i Agricultural and Mechanical College of Texas (obecnie Texas A&M University). Sama nazwa No-Tsu-Oh to słowo Houston pisane na wspak, co było zresztą symbolem całego festiwalu, bowiem jego królem był Nottoc (cotton), zastąpiony w 1914 królem Retaw (water), na cześć ukończenia budowy Houston Ship Channel. Historia karnawału dobiegła końca wraz z wybuchem I wojny światowej.

## Oświata

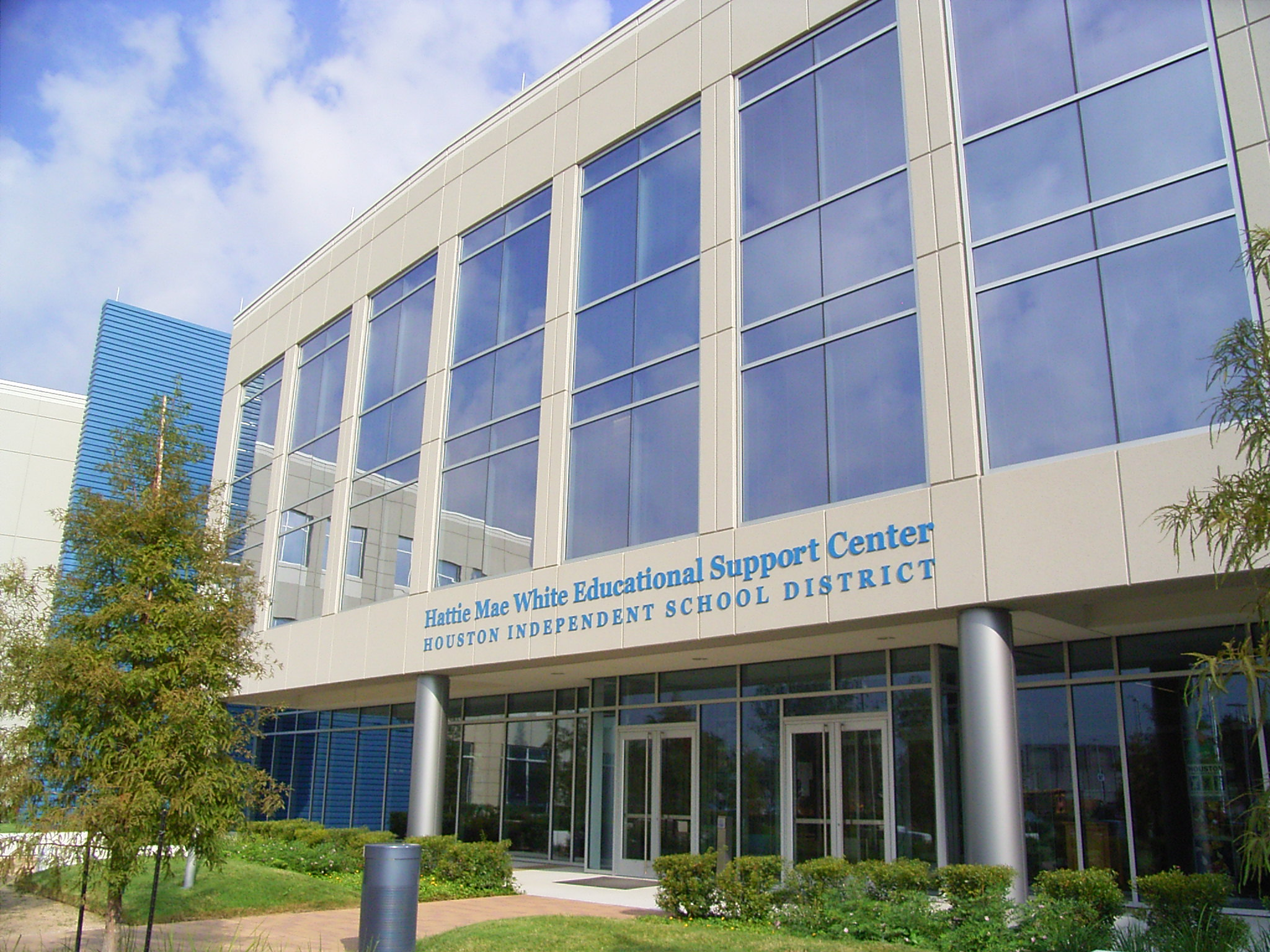
Centrala administracyjna HISD

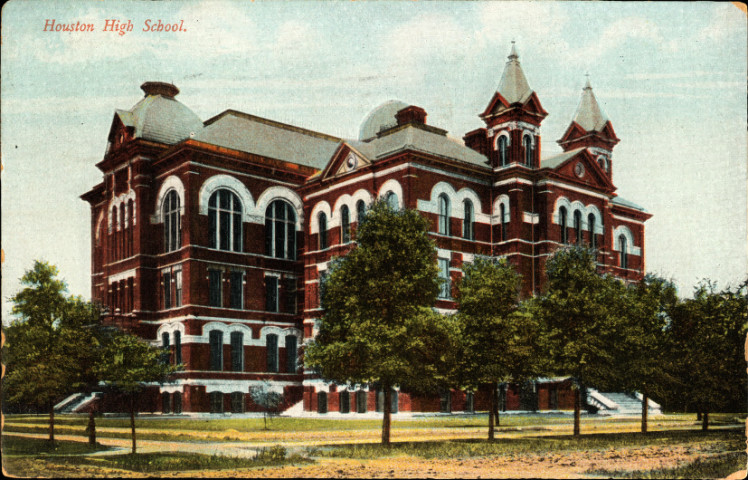
Houston High School na kartce pocztowej z 1909 r.

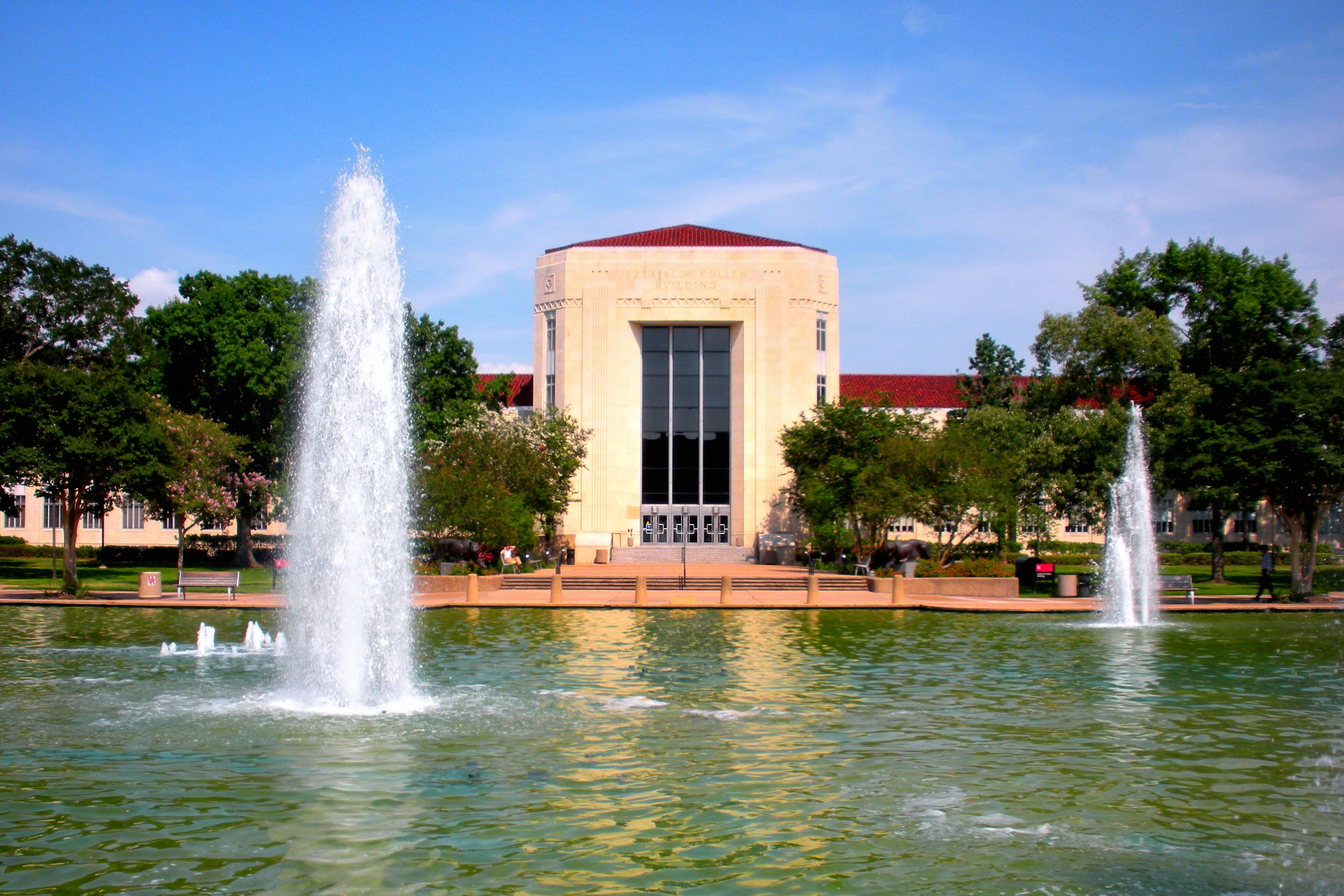
Najstarszy budynek kampusu University of Houston

Miasto Houston podzielone jest na siedemnaście dystryktów szkolnych. Jeden z nich, Houston Independent School District (HISD), stanowi 7. pod względem wielkości dystrykt szkolny w Stanach Zjednoczonych, jako że dysponuje 112 placówkami, specjalizujących się w takich dyscyplinach, jak między innymi medycyna, sztuka oraz nauka. W Houston działa ponadto wiele szkół społecznych, które nie należą do systemu dystryktowego, mimo że są finansowane ze środków publicznych.
Na obszarze miasta znajduje się ponad 300 szkół prywatnych. Houston Area Independent Schools oferują natomiast edukację zarówno w szkołach religijnych, jak i świeckich. Katolickie placówki edukacyjne w Houston są zarządzane przez archidiecezję Galveston-Houston.

### Uczelnie
W mieście działają cztery uczelnie państwowe. University of Houston to rozpoznawalny w całym kraju uniwersytet badawczy, a zarazem sztandarowa instytucja całego zespołu University of Houston. Wyróżniany jest on w zestawieniu 50 najlepszych amerykańskich uniwersytetów badawczych. University of Houston posiada 40 tysięcy studentów, zaś sam kampus, o powierzchni 667 akrów, ulokowany jest w południowo-wschodniej części miasta. Do innych uczelni w mieście należą: University of Houston–Clear Lake oraz University of Houston–Downtown; wbrew pozorom, nie są to kampusy lub filie University of Houston, tylko autonomiczne uniwersytety. Kolejną państwową instytucją szkolnictwa wyższego jest położony w historycznej dzielnicy Third Ward Texas Southern University – jeden z największych uniwersytetów amerykańskich, założonych z myślą o Afroamerykanach.
Do uczelni niepublicznych w Houston zaliczyć można między innymi Uniwersytet Rice’a, liczący ponad 6 tysięcy studentów, uważany za jedną z najlepszych szkół wyższych w Stanach Zjednoczonych. Dysponuje on instytutami badawczymi, w tym James A. Baker Institute for Public Policy. Osoby kończące studia na Uniwersytecie Rice’a są jednymi z najczęściej zatrudnianych pracowników w skali kraju.
W Houston działają trzy dystrykty community college, z kampusami na terenie miasta oraz okolic. Większość obszaru obsługiwana jest przez Houston Community College System. W północno-zachodnich i północno-wschodnich sekcjach Houston istnieją różne kampusy Lone Star College System, natomiast południowo-wschodnia część miasta jest obsługiwana przez San Jacinto College. Systemy Houston Community College i Lone Star College wyróżniane są pośród 10 największych instytucji szkolnictwa wyższego w Stanach Zjednoczonych.

## Służba zdrowia

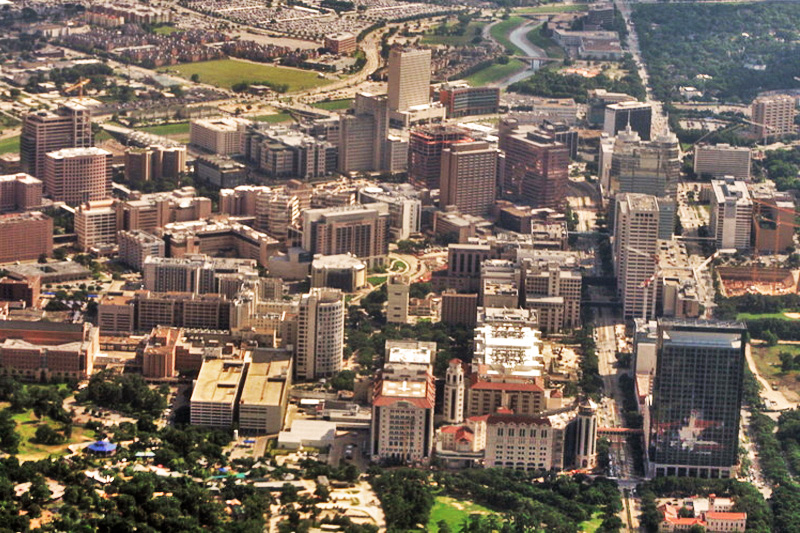
Texas Medical Center

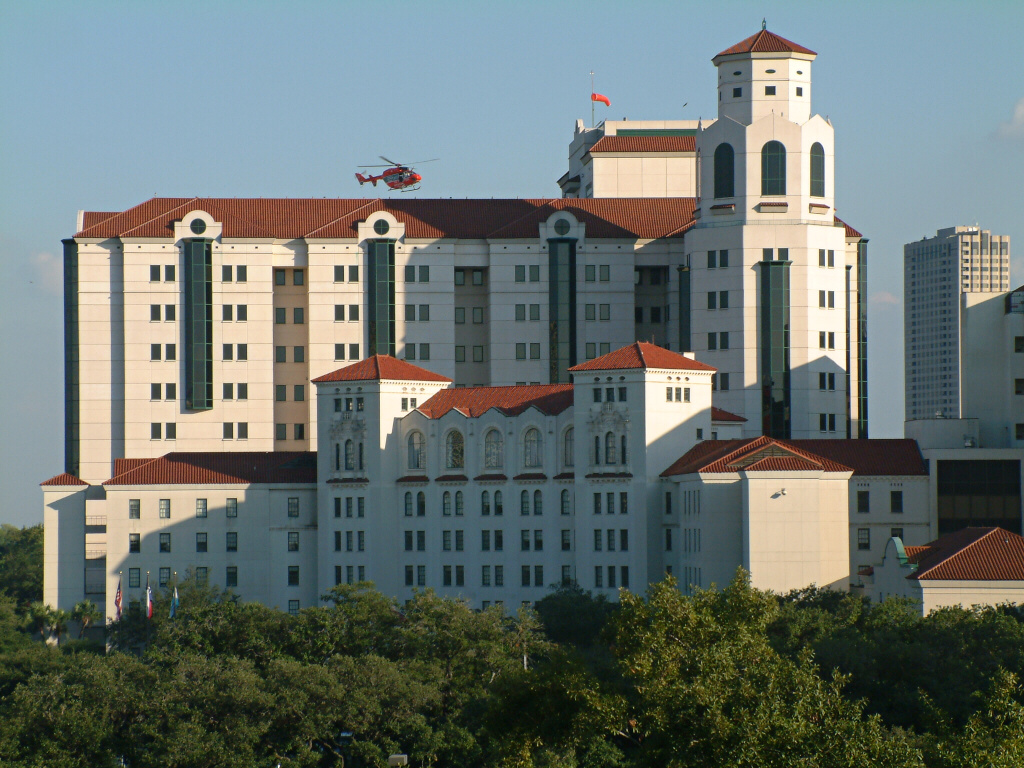
Memorial Hermann Hospital

Houston jest siedzibą renomowanego Texas Medical Center, czyli największego centrum medycznego na świecie. Wszystkie z 49 instytucji badawczych i zajmujących się opieką zdrowotną, które wchodzą w jego skład, są organizacjami non-profit. Texas Medical Center obejmuje między innymi trzynaście szpitali i dwie instytucje specjalistyczne, dwie szkoły medyczne, cztery szkoły pielęgniarskie, a także kilka szkół dentystycznych, farmacji i zdrowia publicznego, w których zatrudnienie znajdują łącznie ponad 73 tysiące osób. W Texas Medical Center powołano do życia pierwsze na świecie – i jednocześnie największe – pogotowie lotnicze, Life Flight, a także opracowano program transplantacji międzyinstytucjonalnej. W centrum przeprowadza się ponadto więcej operacji serca, niż gdziekolwiek na świecie.
Wśród instytucji wchodzących w skład Texas Medical Center są m.in.: MD Anderson Cancer Center, Baylor College of Medicine, UT Health Science Center, The Methodist Hospital, Texas Children's Hospital oraz University of Houston College of Pharmacy.
Baylor College of Medicine jest corocznie uwzględniany w pierwszej dziesiątce listy dziesięciu najlepszych uczelni medycznych w Stanach Zjednoczonych; podobnie, MD Anderson Cancer Center jest nieprzerwanie od 1990 wyróżniany przez magazyn U.S. News & World Report jako jeden z dwóch najlepszych amerykańskich szpitali specjalizujących się w leczeniu nowotworów.

## Władze miasta

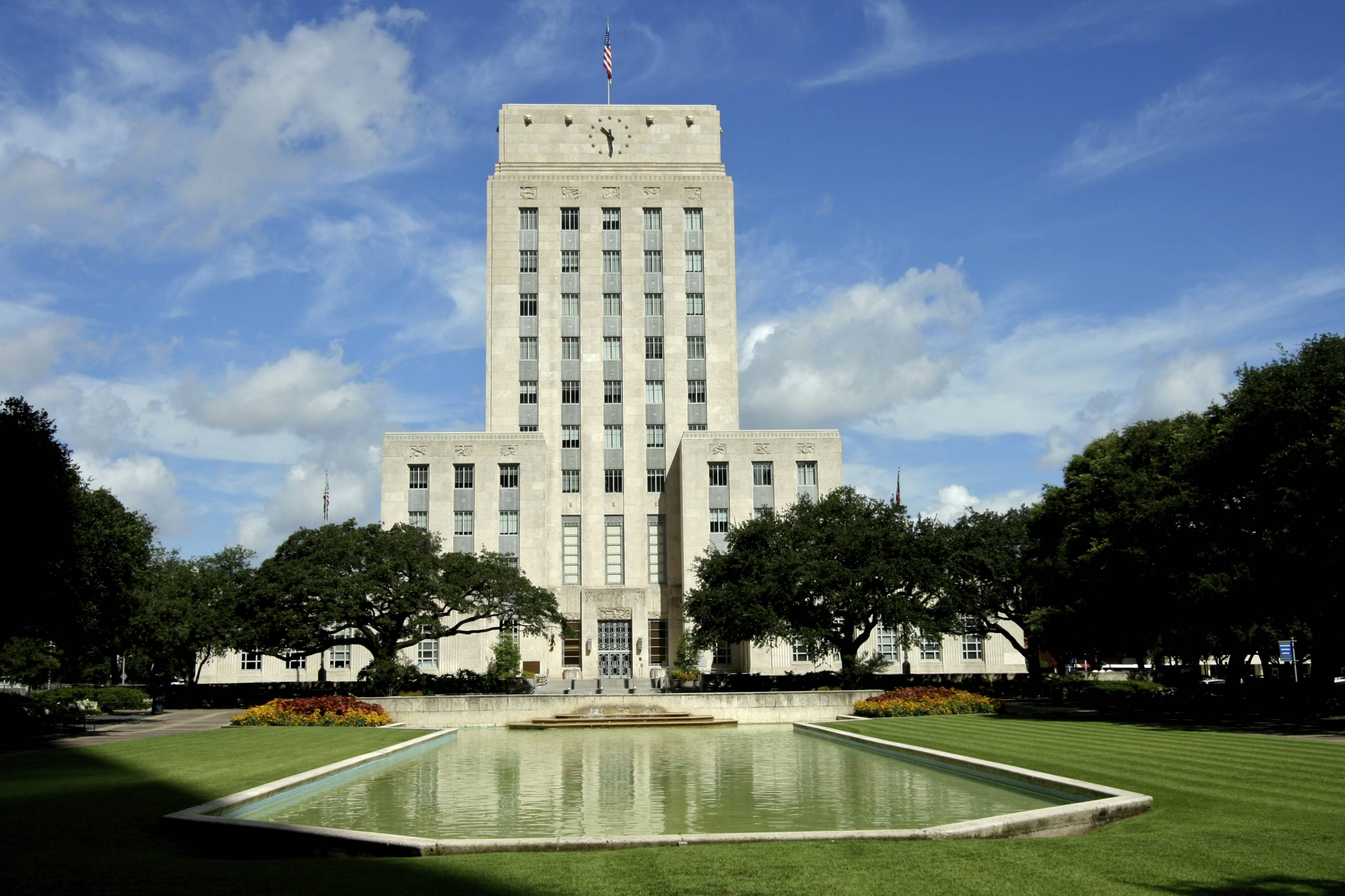
Houston City Hall

W Houston obowiązuje forma rządów burmistrz – rada miejska, z silną pozycją tego pierwszego. Ze względu na dewolucję, wszystkie wybory samorządowe w stanie Teksas są bezpartyjne. Na drodze wyborów powszechnych wyłaniany jest burmistrz, rewident miejski, a także 16 radnych. Obecnie funkcję burmistrza Houston pełni Annise Parker.
Pierwotnie rada miasta Houston składała się z 14 członków (9 wybieranych w dystryktach, a także 5 reprezentujących całe miasto). Jednakże zgodnie z amerykańskimi przepisami prawnymi, gdy populacja miasta przekroczyła 2,1 miliona mieszkańców, utworzone zostały dwa nowe dystrykty, przez co rada miejska powiększyła się o dwóch nowych członków.
Rewident miejski wybierany jest niezależnie od burmistrza i rady, a do jego obowiązków należy potwierdzanie/weryfikowanie dostępności środków przed ich ostatecznym rozdziałem i dystrybucją. Rok fiskalny w budżecie miejskim rozpoczyna się 1 lipca i kończy 30 czerwca.
Na mocy referendum z 1991 burmistrz Houston wybierany jest na dwuletnią kadencję, z możliwością dwóch kolejnych reelekcji. Te same regulacje dotyczą kadencyjności rewidenta oraz rady miejskiej.
Houston uważane jest za politycznie podzielone miasto, w którym równowaga sił często „waha się” pomiędzy Partią Republikańską a Demokratyczną. Generalnie, na dużej części najzamożniejszych obszarów miejskich ludność opowiada się za Republikanami, zaś lokalna klasa średnia i robocza, a także mniejszości wybierają Demokratów. Zgodnie z badaniami z 2005, 68% ludności rasy białej w hrabstwie Harris deklarowało poparcie dla Partii Republikańskiej, zaś 89% ludności czarnej wybierało Partię Demokratyczną. Houston często określane jest mianem najbardziej zróżnicowanego politycznie miasta w Teksasie, który słynie z konserwatywnych preferencji. W 2010 Houston zostało pierwszym spośród miast amerykańskich o populacji powyżej miliona mieszkańców, na czele którego stanął burmistrz o orientacji homoseksualnej (Annise Parker).

## Przestępczość

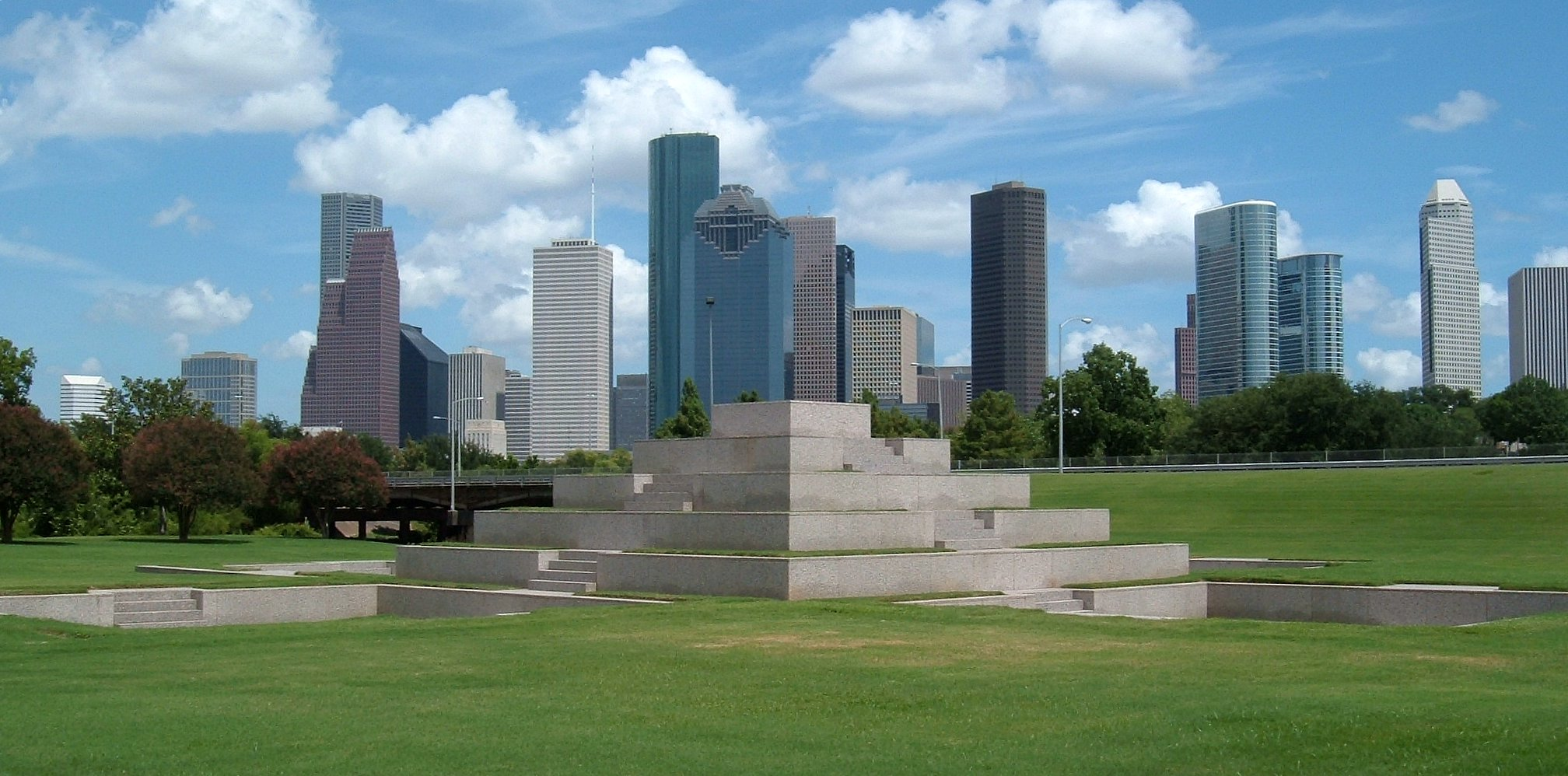
Houston Police Department Memorial

Współczynnik zabójstw w Houston plasował się w 2005 na 46. miejscu pośród miast amerykańskich o populacji co najmniej 250 tysięcy mieszkańców (16,3 morderstw na 100 tysięcy osób). Z kolei w 2010 Houston zajmowało 6. pozycję na liście miast amerykańskich powyżej 750 tysięcy mieszkańców pod względem współczynnika zabójstw (11,8 na 100 tysięcy osób), ustępując Nowemu Jorkowi, Chicago, Detroit, Filadelfii i Los Angeles.
W przedziale od stycznia do czerwca 2011 liczba zabójstw w Houston spadła o 37% w porównaniu do analogicznego okresu w 2010. Całkowity współczynnik przestępczości w mieście obniżył się natomiast o 11%.
Houston–ze względu na swoją wielkość oraz relatywnie niedużą odległość od granic południowych–jest znaczącym ośrodkiem w nielegalnym handlu kokainą, marihuaną, heroiną, MDMA oraz metamfetaminą. Na początku lat 70. XX wieku Houston, Pasadeną i kilkoma innymi miastami położonymi na wybrzeżu wstrząsnęła seria brutalnych morderstw, która wówczas stanowiła najkrwawszą serię zbrodni w historii Stanów Zjednoczonych.

## Religia

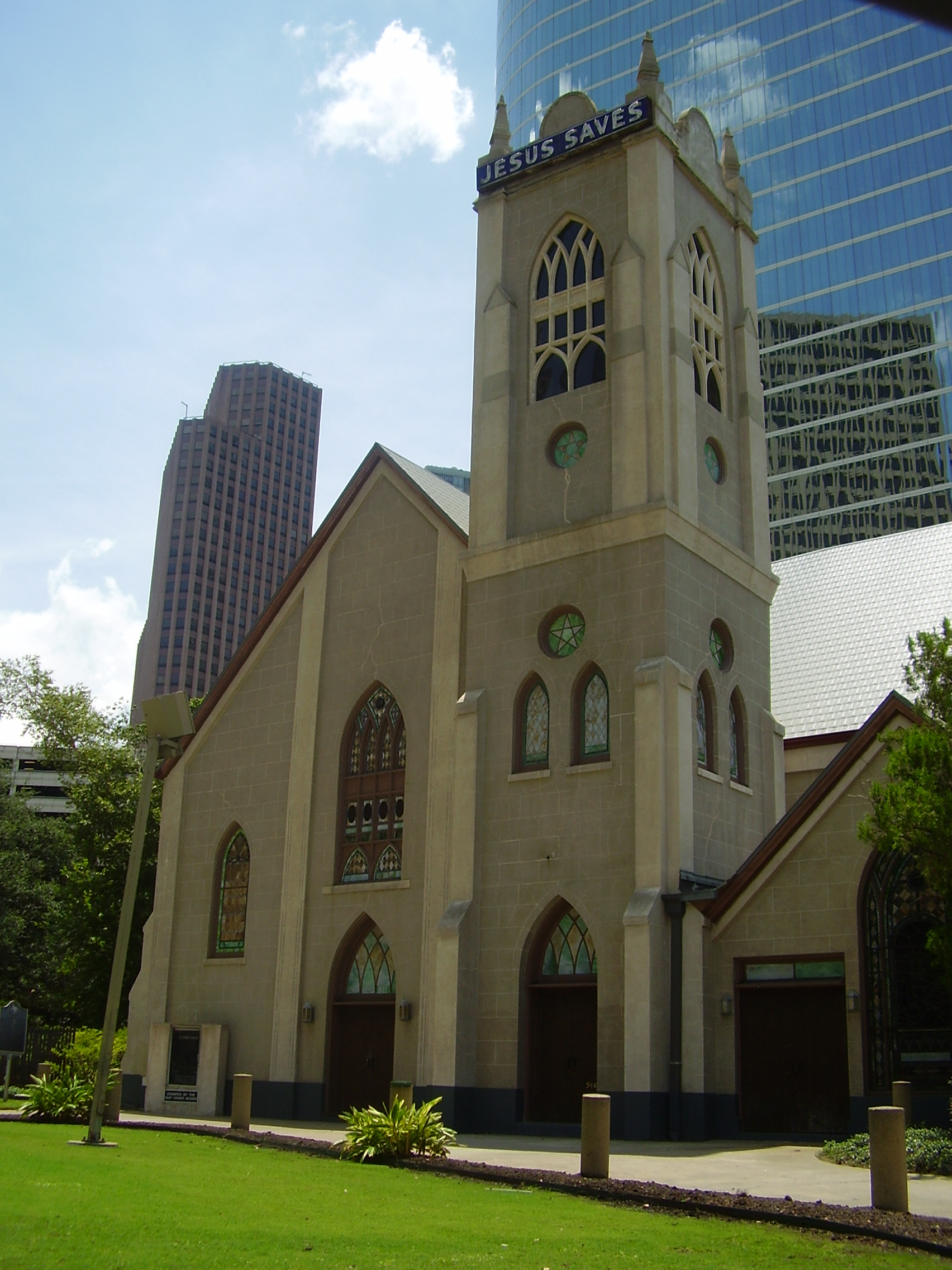
Historyczny kościół baptystyczny w Downtown Houston

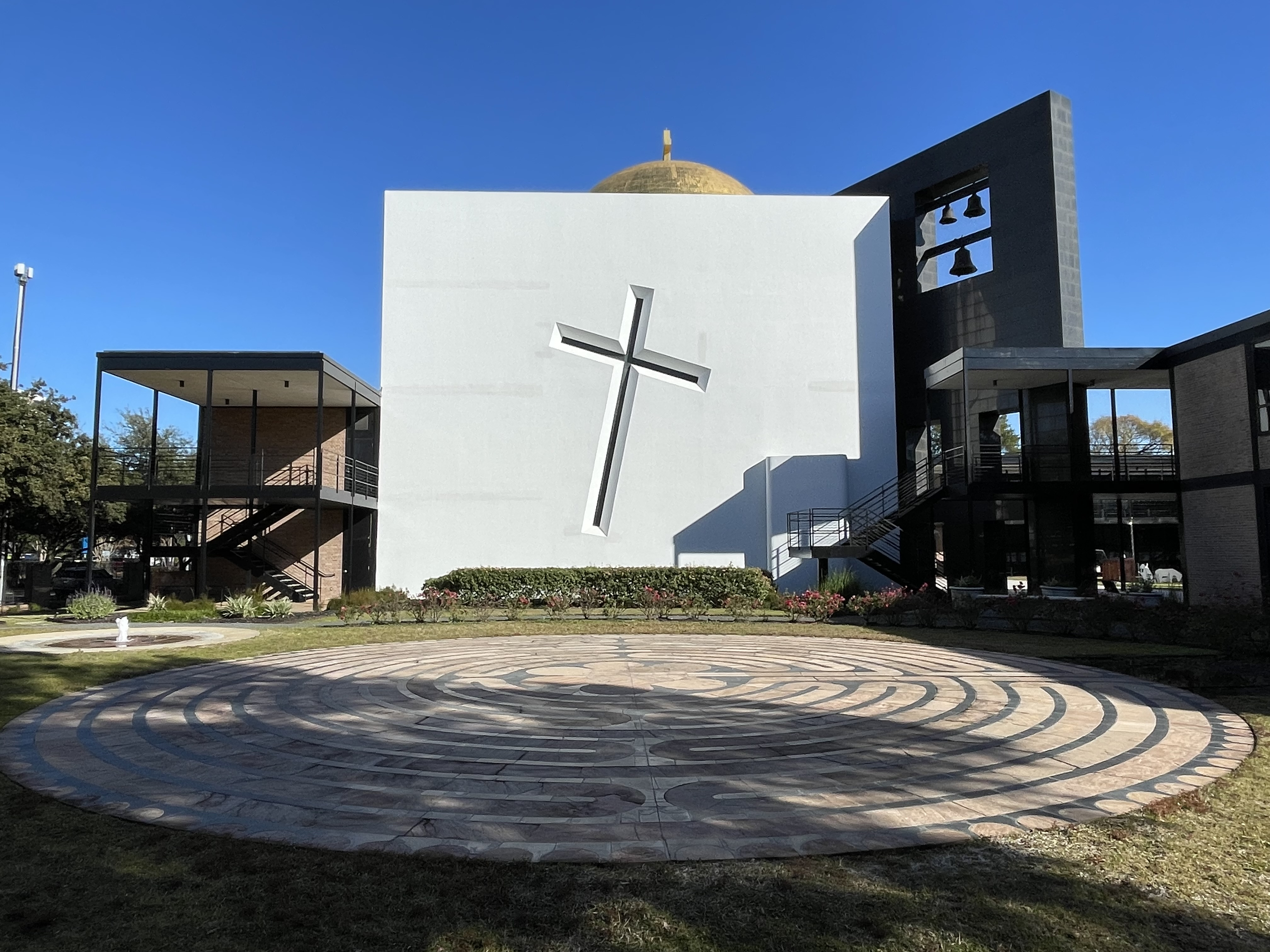
Katolicka Kaplica św. Bazylego

Struktura religijna w aglomeracji Houston w 2014:
- protestantyzm – 50%
- bez wyznania – 20%
- katolicyzm – 19%
- mormoni – 1%
- inne chrześcijańskie – 3%
- inne religie – 7%.

Według danych z 2020 do największych organizacji w aglomeracji Houston zaliczały się:
- Kościół katolicki – 1 299 901 członków w 169 parafiach
- Południowa Konwencja Baptystów – 800,7 tys. członków w 1252 zborach
- lokalne bezdenominacyjne zbory ewangelikalne – 666,5 tys. członków w 969 zborach

- Zjednoczony Kościół Metodystyczny – 250,5 tys. członków w 217 kościołach
- Kościoły zielonoświątkowe (głównie Zbory Boże, Zjednoczony Kościół Zielonoświątkowy i Kościół Boży w Chrystusie) – ok. 200 tys. członków w 574 zborach
- społeczność muzułmańska – 123,3 tys. wyznawców w 86 meczetach
- Narodowa Misyjna Konwencja Baptystyczna Ameryki – 94,4 tys. członków w 243 zborach
- Kościół Jezusa Chrystusa Świętych w Dniach Ostatnich (mormoni) – 85,9 tys. członków w 162 świątyniach
- świadkowie Jehowy – 82,6 tys. członków w 275 zborach
- Kościoły Chrystusowe – 57,9 tys. członków w 262 zborach
- hinduiści – 51,9 tys. wyznawców w 38 zgromadzeniach
- Kościoły luterańskie (głównie Kościół Luterański Synodu Missouri i Kościół Ewangelicko-Luterański w Ameryce) – ponad 50 tys. członków w 155 kościołach
- Kościoły anglikańskie – ok. 50 tys. członków w 92 kościołach.

## Sport

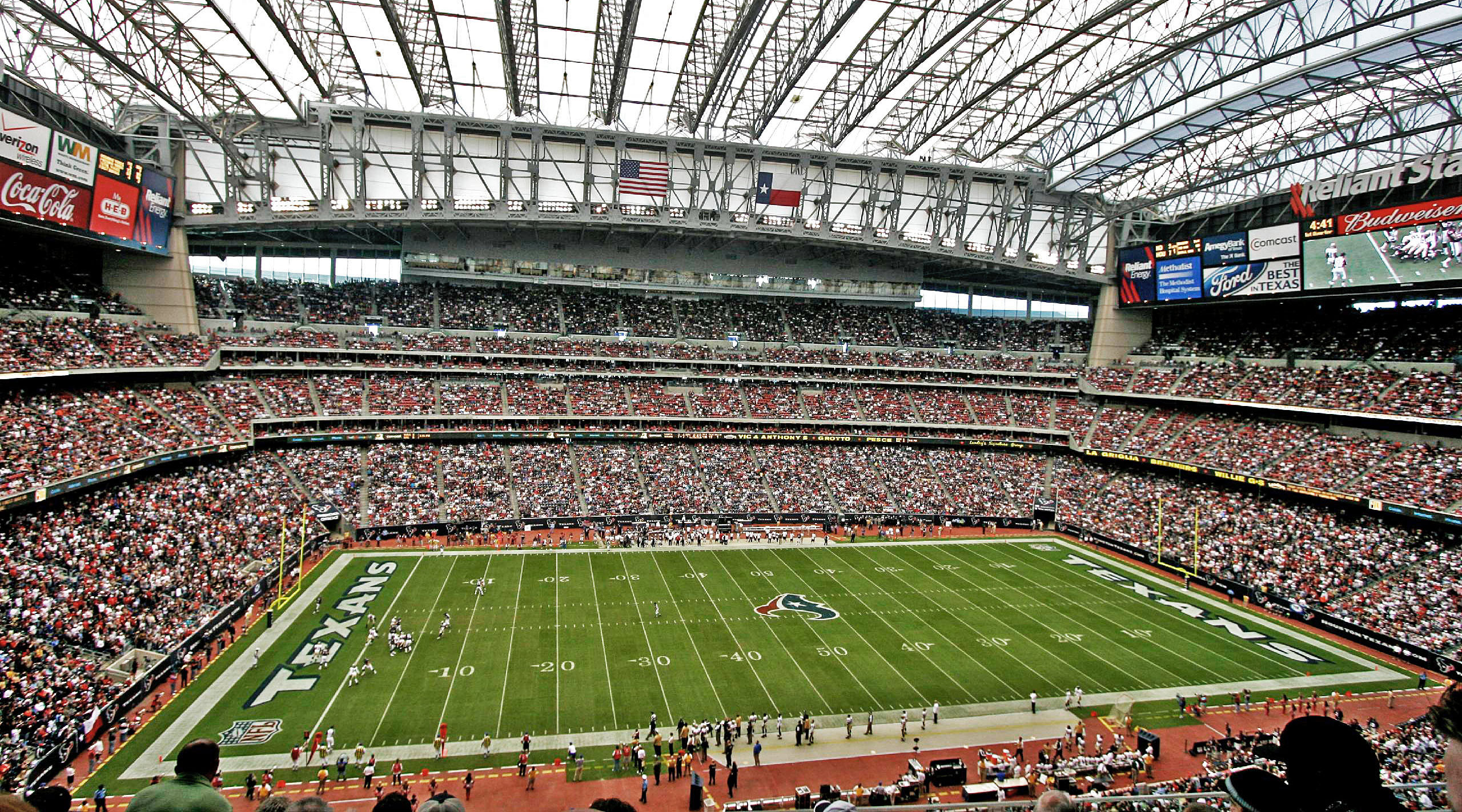
NRG Stadium, własny obiekt drużyny Houston Texans

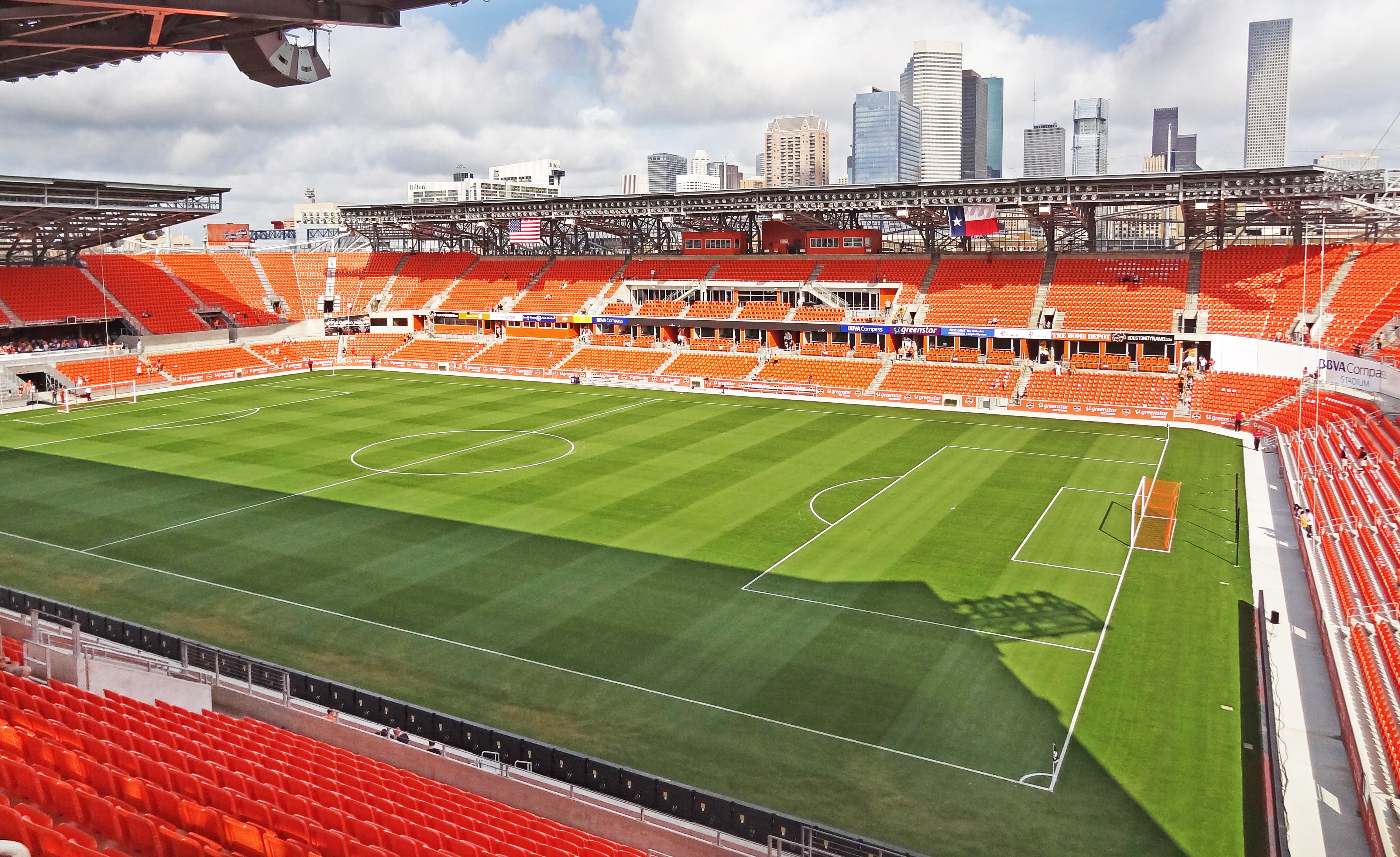
BBVA Compass Stadium, własny obiekt drużyny Houston Dynamo

Houston posiada reprezentantów we wszystkich najważniejszych profesjonalnych ligach sportowych z wyjątkiem National Hockey League.
W centrum miasta znajduje się Minute Maid Park (własny obiekt drużyny MLB Astros) oraz Toyota Center (własny obiekt drużyny NBA Rockets i AHL Aeros). NRG Stadium (własny obiekt drużyny NFL Texans) był pierwszym stadionem w lidze NFL, który dysponował wysuwanym dachem. Z kolei BBVA Compass Stadium (własny obiekt drużyny MLS Dynamo) był pierwszym stadionem w lidze MLS, który wybudowano w centrum miasta. Z kolei wielofunkcyjny Reliant Astrodome stanowił pierwszy zadaszony stadion na świecie. Do innych aren sportowych w Houston należą: Robertson Stadium (własny obiekt drużyny futbolu amerykańskiego Houston Cougars), Hofheinz Pavilion (własny obiekt drużyny koszykówki Houston Cougars), Rice Stadium (własny obiekt drużyny futbolu amerykańskiego Rice Owls), a także NRG Arena.
W okresie 1997–2008 w Houston działa ponadto nieistniejąca już drużyna WNBA Comets. Comets cztery razy zdobyła mistrzostwo ligi, najwięcej spośród wszystkich drużyn sportowych w mieście. Z kolei w latach 1960–1998 drużyna Oilers reprezentowała Houston w ligach AFL/NFL, jednak ostatecznie przeniosła się do Tennessee, zmieniając nazwę na Titans.
Wśród dorocznych wydarzeń sportowych rozgrywanych w Houston jest między innymi turniej golfowy Shell Houston Open.

### Profesjonalne drużyny sportowe z Houston
| Klub            | Liga                          | Sport              | Obiekt własny | Data powstania | Tytuły |
| --------------- | ----------------------------- | ------------------ | --- | -------------- | --- |
| Houston Astros  | MLB (od 1962)                 | baseball           | Colt Stadium (1962–1964) Astrodome (1965–1999) Minute Maid Park (od 2000)                                          | 1962           | |
| Houston Texans  | NFL (od 2002)                 | futbol amerykański | NRG Stadium (od 2002)                                                                                              | 2002           | |
| Houston Rockets | NBA (od 1967)                 | koszykówka         | San Diego Sports Arena (1967–1971) Hofheinz Pavilion (1971–1975) Compaq Center (1975–2003) Toyota Center (od 2003) | 1967           | Mistrzostwo – 1994, 1995 Mistrzostwo Konferencji Zachodniej – 1981, 1986, 1994, 1995                               |
| Houston Dynamo  | MLS (od 2005)                 | piłka nożna        | Robertson Stadium (2005–2011) BBVA Compass Stadium (od 2012)                                                       | 2005           | Mistrzostwo – 2006, 2007 Mistrzostwo Konferencji Zachodniej – 2006, 2007 Mistrzostwo Konferencji Wschodniej – 2011 |
| Houston Aeros   | IHL (1994–2001) AHL (od 2001) | hokej              | Compaq Center 1994–2003 Toyota Center (od 2003)                                                                    | 1994           | Turner Cup – 1999 Puchar Caldera – 2003 Mistrzostwo Konferencji – 1999, 2003, 2011                                 |

## Miasta partnerskie
- Wielka Brytania: Aberdeen
- Zjednoczone Emiraty Arabskie: Abu Zabi
- Azerbejdżan: Baku
- Japonia: Chiba
- Ekwador: Guayaquil
- Hiszpania: Huelva
- Turcja: Stambuł
- Niemcy: Lipsk
- Angola: Luanda
- Francja: Nicea
- Australia: Perth
- ChRL: Shenzhen, Ningbo
- Norwegia: Stavanger
- Tajwan: Tajpej
- Meksyk: Tampico
- Rosja: Tiumeń